# Lucien Bégule
Vous lisez un « bon article » labellisé en 2010.

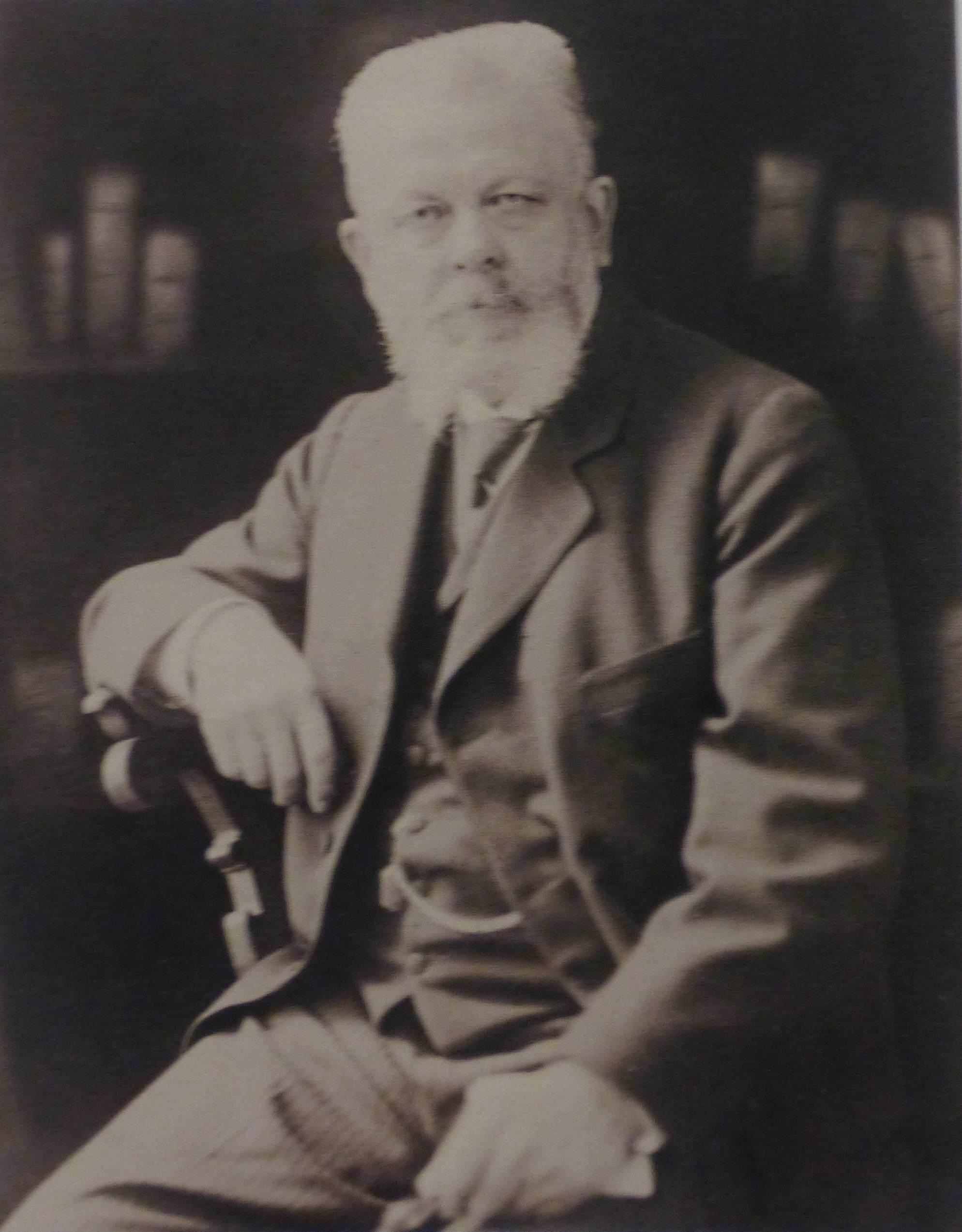
Lucien Bégule 1925 (G. L. Arlaud - Archives municipales)

Lucien Bégule (né le 10 mai 1848 à Saint-Genis-Laval et mort le 1er février 1935 à Lyon 2e) est un peintre-verrier et archéologue français.
Formé par Jean-Baptiste Chatigny, Pierre Bossan et Pierre Miciol, cet entrepreneur a développé son activité de peinture sur verre à la fin du XIXe siècle. Il crée notamment les « Ateliers de Choulans » spécialisés dans la réalisation de vitraux profanes et religieux. Il devient l'un des artistes majeurs de la région lyonnaise. Parmi les œuvres les plus marquantes, on peut citer les vitraux Saint Georges combattant le dragon et Louise Labbé respectivement primés lors des expositions universelles de Paris de 1889 et 1900.
À la suite de la loi de Séparation de 1905 la production des ateliers périclite. C'est alors que Bégule se recentre sur son activité d'archéologue, publiant de nombreux ouvrages sur l'architecture religieuse et profane. Photographe émérite, il parcourt la France et l'Italie pour illustrer ses nombreux ouvrages d'archéologie. C'est en tant que Conservateur des Antiquités et Objets d'Art du département du Rhône qu'il publiera son ouvrage sur les Richesses d'art du Département du Rhône en 1925. Il devient ensuite inspecteur général de la Société française d'archéologie en 1929.

## Biographie

### Contexte familial
Lucien Bégule vient d'une famille bourgeoise au passé agité. Ce passé est déterminant pour expliquer la force et la puissance que montrera par la suite le personnage. Il faut remonter à la Révolution pour comprendre l'évolution de cette famille pour qui l'art est un moteur. Jean-Marie Joseph Bégule (1767 - 1850), le grand-père de Lucien, s'engage aux côtés des muscadins, et en octobre 1793, il est arrêté dans les bois de Charbonnières-les-Bains à côté de Lyon. Condamné à la guillotine, il est sauvé grâce à l'intervention de Georges Caminet, procureur, son beau-frère, le 20 pluviôse de l'An II (8 février 1794).

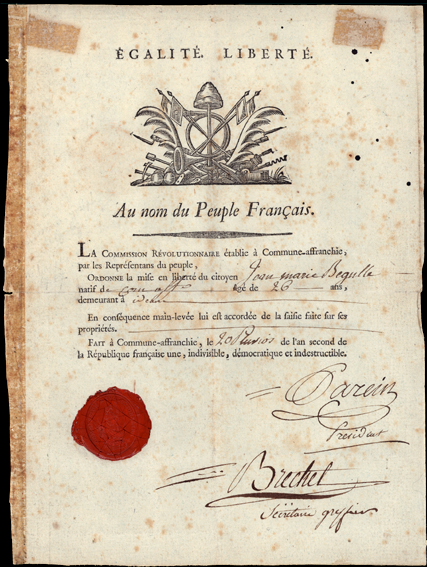
Main levée du 20 pluviôse de l'An II, qui évite à Jean-Marie Joseph Bégule la peine capitale.
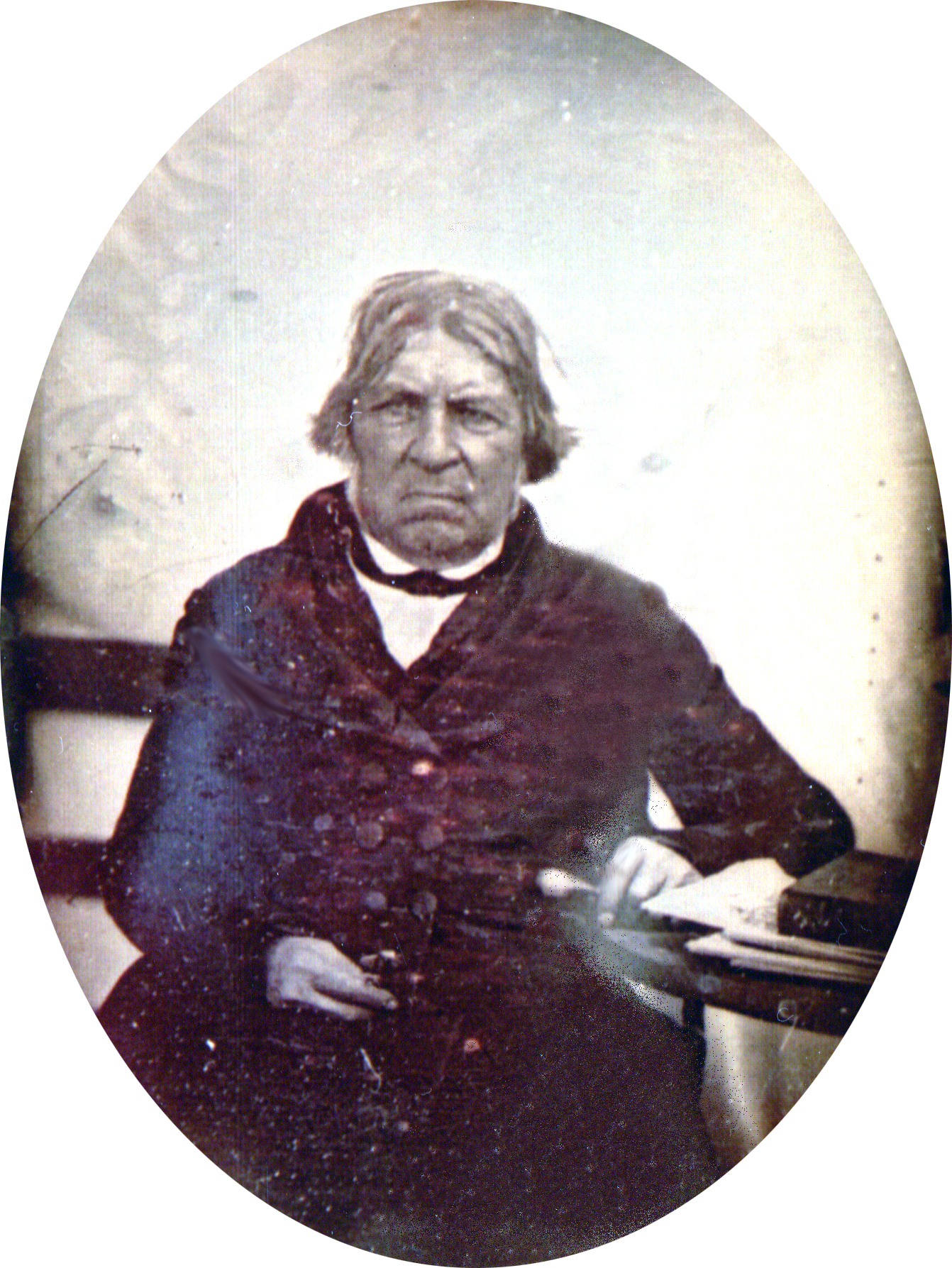
Jean-Marie-Joseph Bégule, le grand-père de Lucien. Daguerréotype - 1840.

Quelques années plus tard, fortune faite, Jean-Marie Joseph Bégule prête une importante somme d'argent à son ami Georges Peillon qui tente de faire fortune dans la culture du café à Saint Yago de Cuba. En 1828, il envoie son fils Georges (1805 - 1882), le futur père de Lucien, récupérer l'argent à Cuba.
Georges Bégule embarque sur le paquebot le Rhône en 1828 avec son carnet de croquis. Il commence avec un croquis du paquebot. Au terme d'une traversée où il fallait affronter les caprices d'un océan mal connu, exposé aux poursuites des corsaires, il débarque à New York et rejoint Cuba. Là, il découvre la vie de la plantation et se met à « croquer » les scènes d'une vie qui le dépasse : paysage, torture, salle de bal, cultures, l'infirmerie et il se transforme petit à petit en ethnologue et botaniste. Au fil du temps, il tombe amoureux de la fille de Georges Peillon, Stéphanie, avec qui il reviendra sans un sou, car Peillon n'a pas fait fortune.

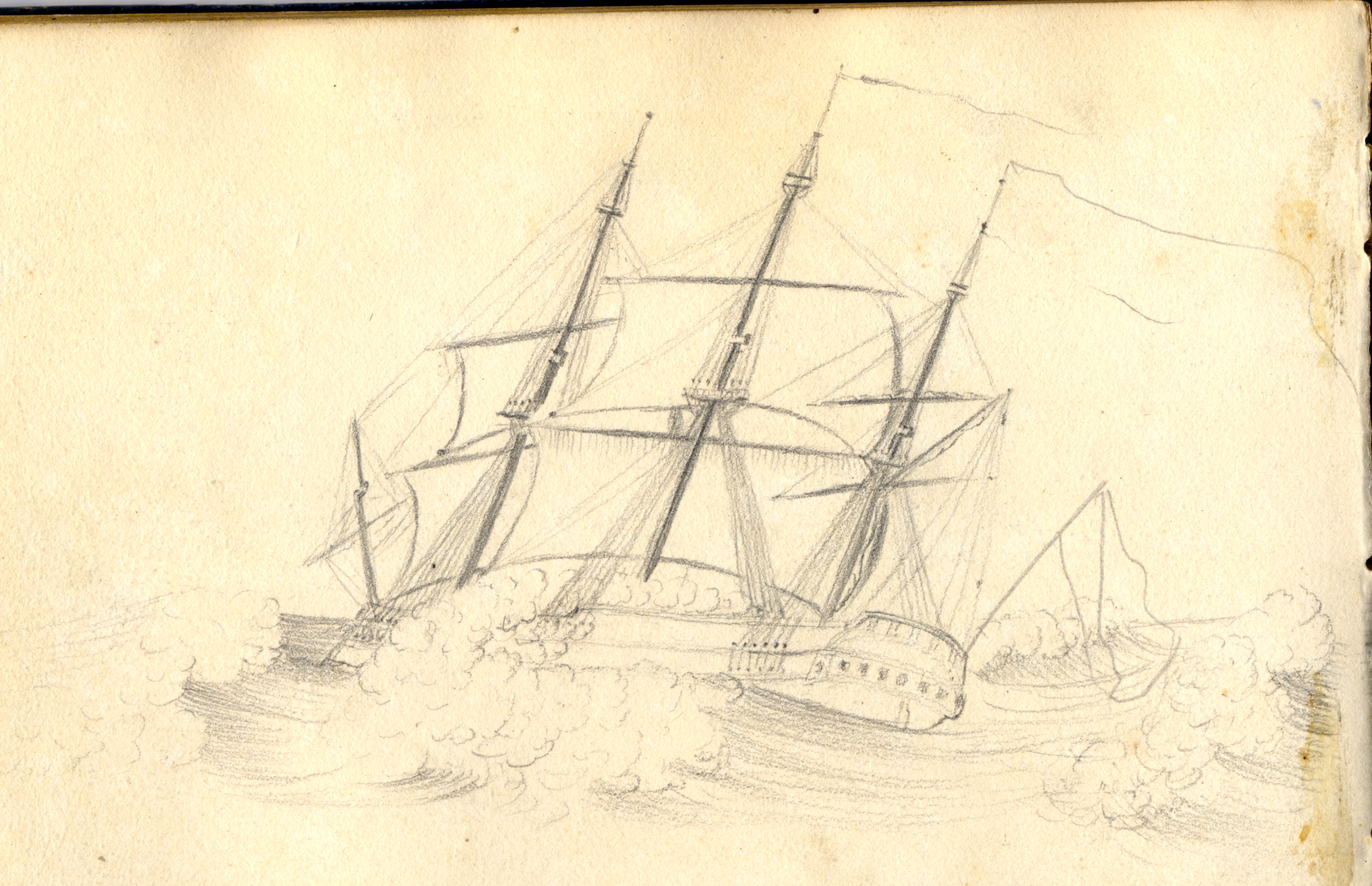
Le paquebot à voile le Rhône.
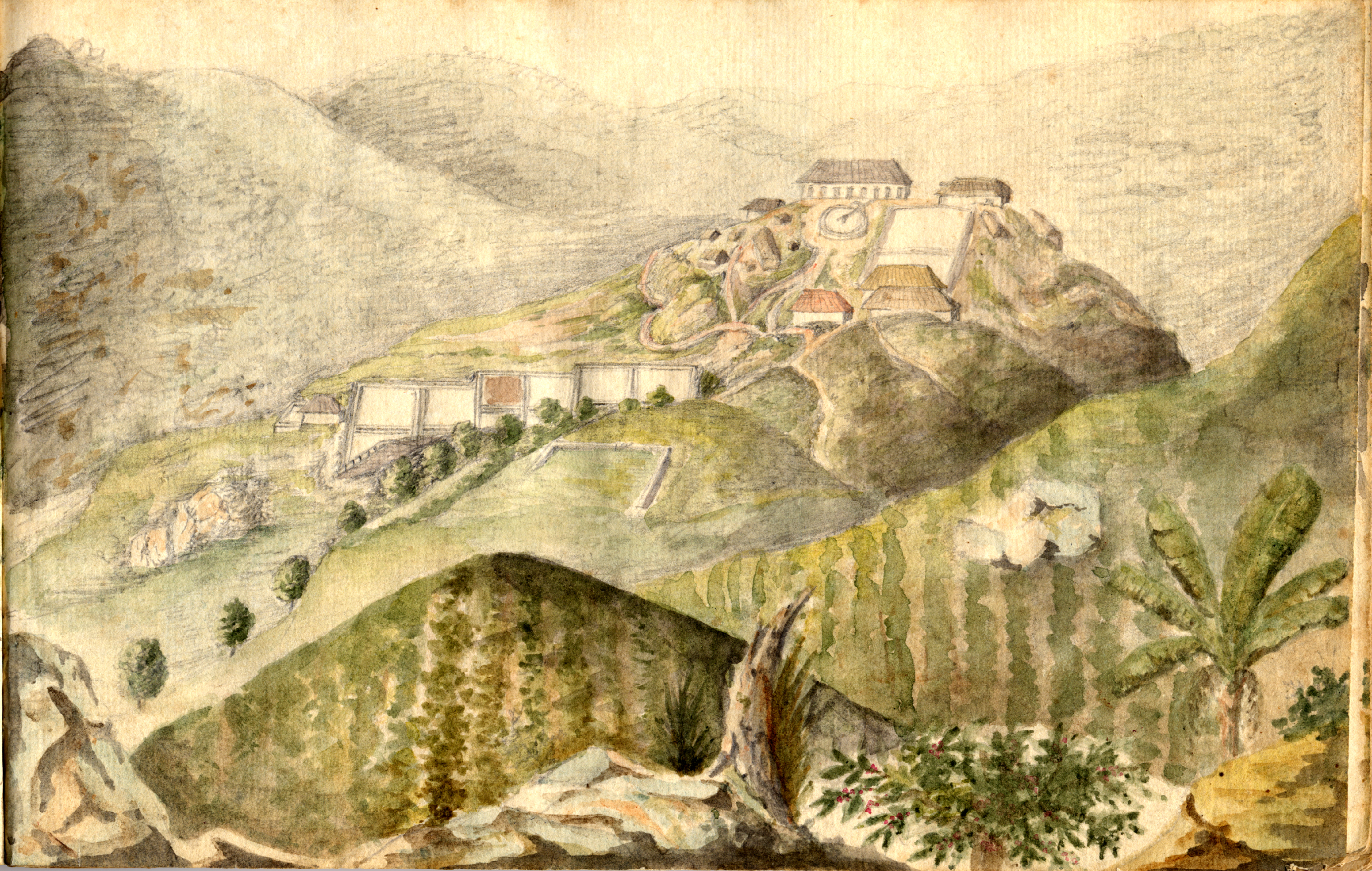
Découverte de l'hacienda de Peillon.
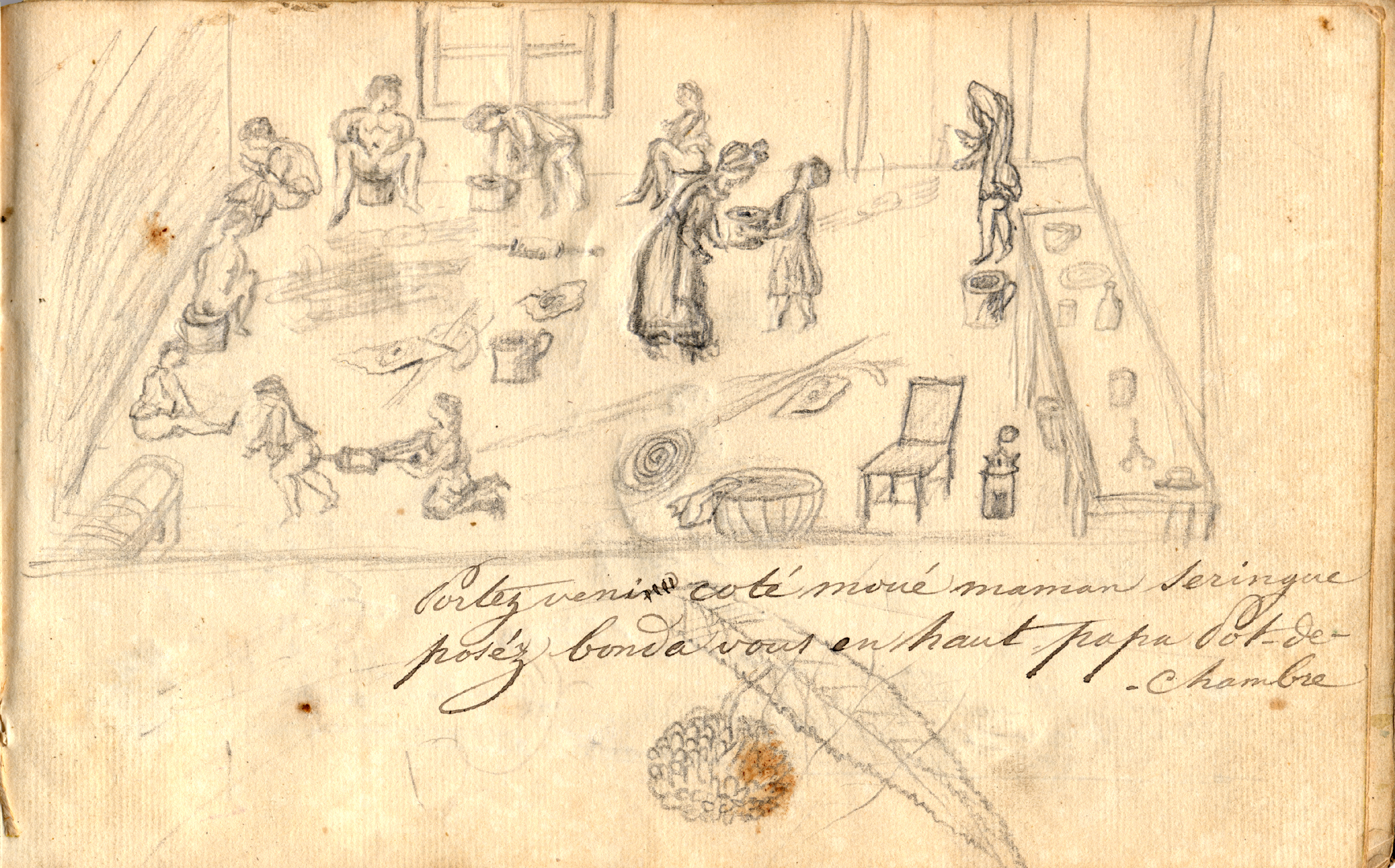
Infirmerie commune à l'hacienda.

### Jeunesse
En 1829, de retour à Lyon, Georges Bégule devient commissaire-priseur, il se marie avec Stéphanie cette même année. En 1842, Georges achète une partie du Château de La Tour à Saint-Genis-Laval. En 1848 Lucien y vient au monde. Jean-Marie Joseph meurt deux ans plus tard. En 1860 Georges achète une charge de commissaire-priseur place Louis-le-Grand à Lyon (renommée place Bellecour). Georges revend le Château de La Tour en 1862 et achète en 1863 la propriété de Choulans où son ami Jean-Baptiste Fusy, ingénieur civil, construit la demeure familiale « les Tourelles ». En 1879, Lucien obtiendra de ses parents l'autorisation d'y construire un atelier. Georges meurt en 1882.
La jeunesse de Lucien se déroule dans un strict environnement à la fois religieux et artistique, ce qui définit sa construction future. À huit ans, les volumes de l'histoire de France par Abel Hugo sont les livres de chevet du jeune Lucien qui recopie alors les gravures de la monarchie française, ce qui attise une prédilection précoce pour le Moyen Âge. À neuf ans, il entre au pensionnat Blanc à La Mulatière. À quinze ans, il intègre le collège jésuite Notre-Dame de Mongré réputé alors pour la formation d’individus de « haute valeur morale et intellectuelle ». C'est là qu'avec le professeur de chimie, Lucien fait ses premières armes comme photographe explorant les techniques nouvelles. Il devient un photographe averti, membre du Photo-Club de Lyon, et cultive des relations personnelles avec les frères Lumière. Il se tient à la pointe du progrès en matière photographique, révélant ainsi son goût pour les nouvelles techniques.

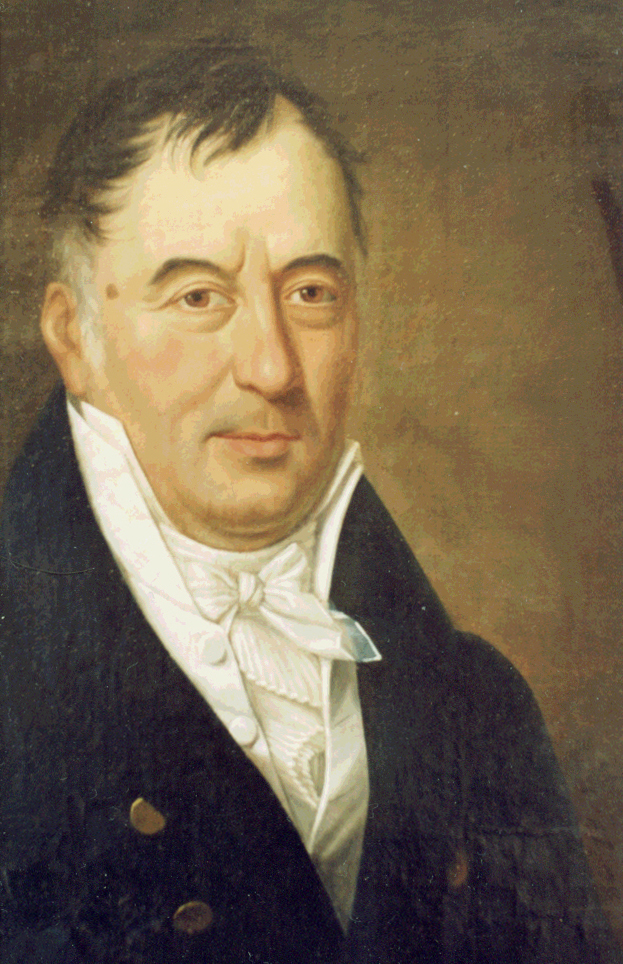
Georges Bégule. 1805 - 1882
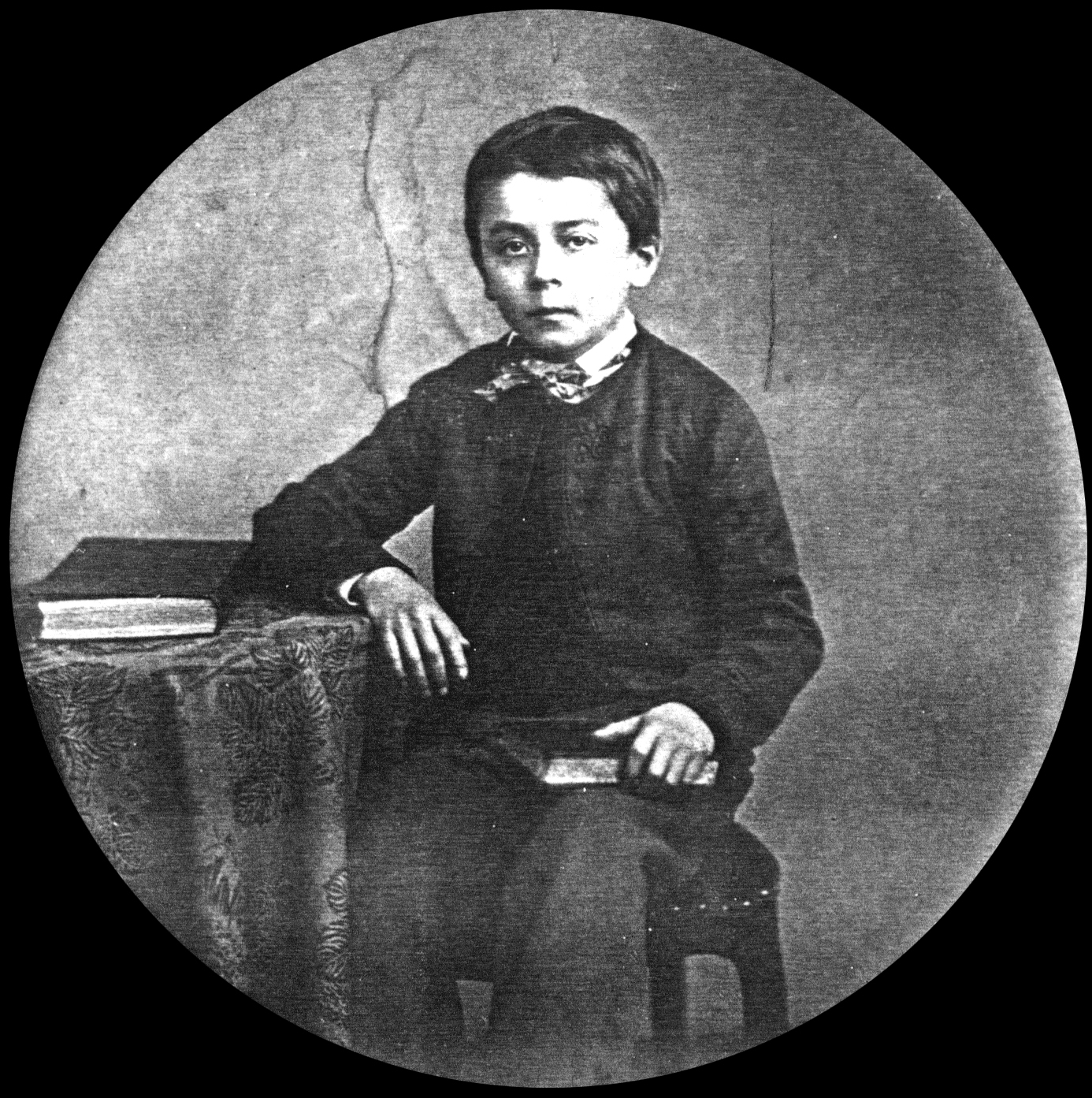
Portrait de Lucien à neuf ans au pensionnat Blanc à La Mulatière.
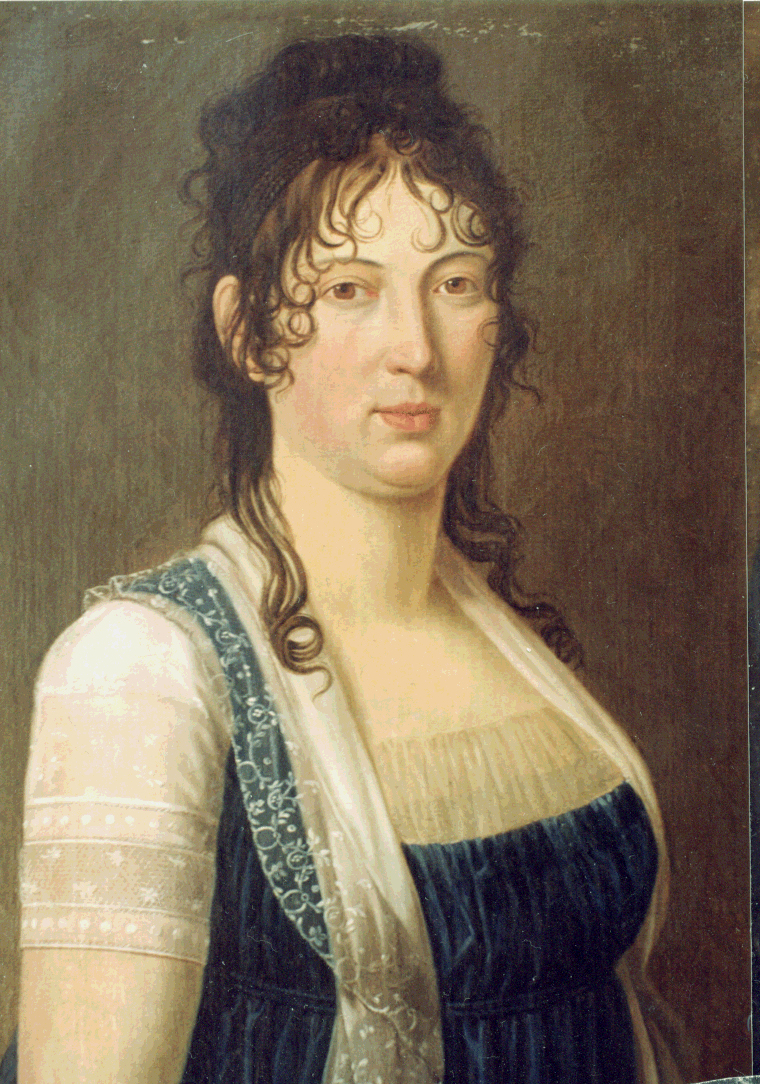
Stéphanie l'épouse de Georges Bégule.
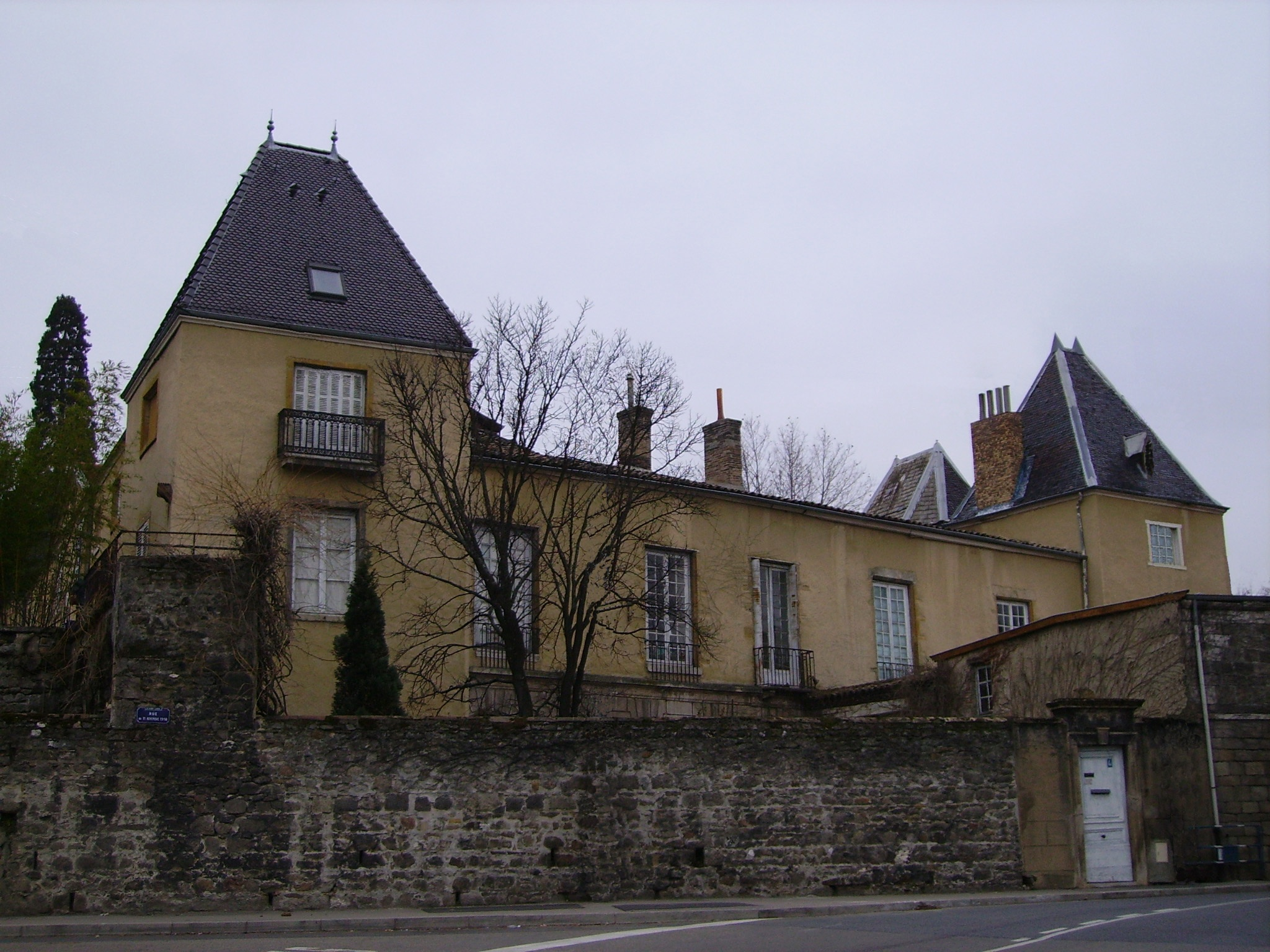
Château de La Tour à Saint-Genis-Laval où Lucien Bégule est né.

### Sa formation professionnelle

Premier vitrail de Lucien Bégule : le vitrail des fonts baptismaux de Notre-Dame des Marais à Villefranche, 1874.

La formation de Lucien Bégule est ponctuée de plusieurs étapes. Il côtoie des artistes comme Jean-Baptiste Chatigny, Pierre Miciol, Jacobé Razuret ou encore Pierre Bossan. Il rencontre également les frères Lumière qui lui font découvrir les techniques « modernes » de la photographie.
Par un condisciple de collège, il entre dans l'atelier du peintre Chatigny, rue Jarente à Lyon, et prépare le concours de la Société des amis des arts. Il obtient de travailler quelques semaines à Valence auprès de Pierre Bossan qui sera son maître en matière ornementale et décorative. Grâce à Chatigny et Bossan, il remporte une première distinction en 1869. Il a alors vingt ans. Il assiste Bossan lors de la construction de la basilique Notre-Dame de Fourvière de Lyon.

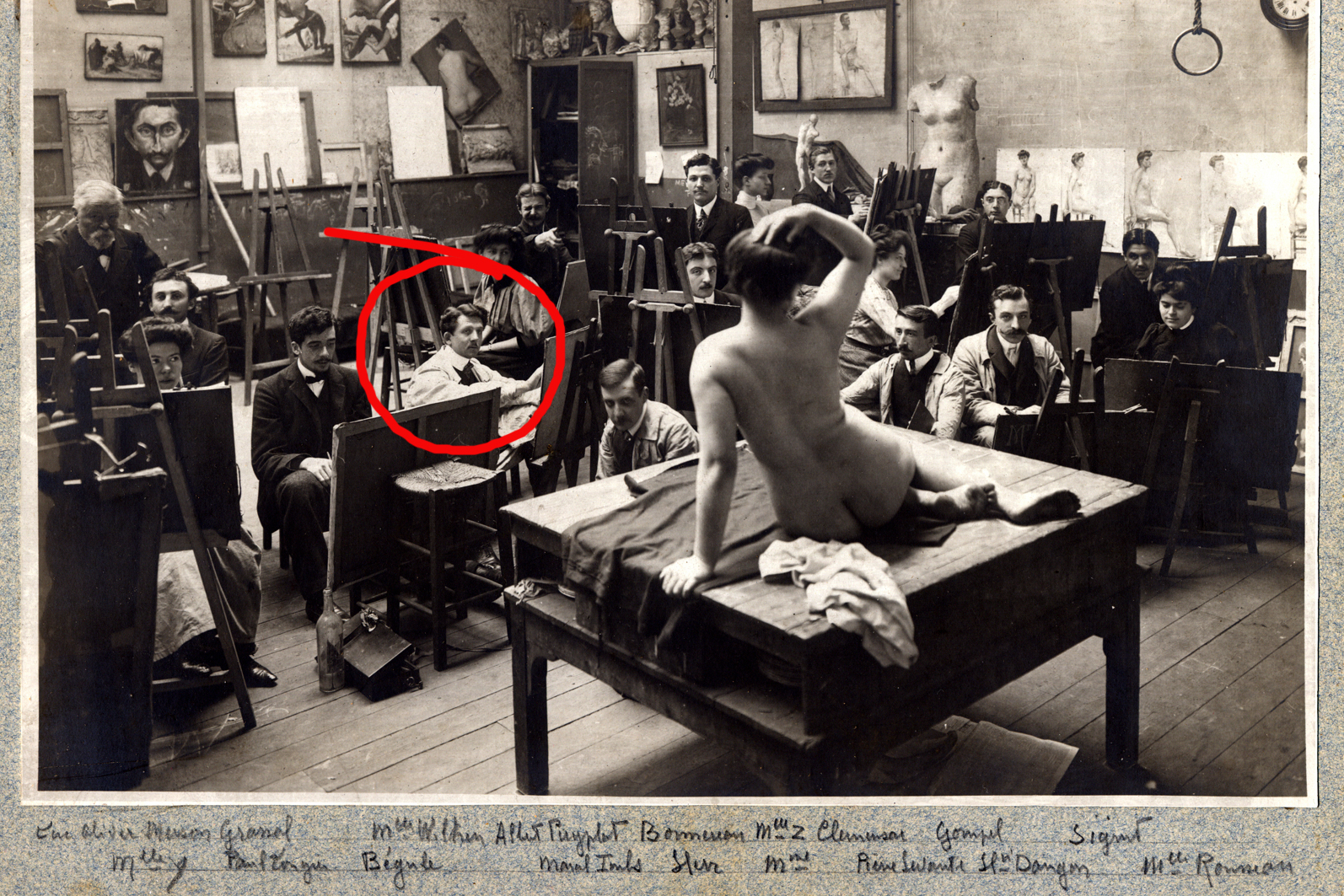
Cours de nu chez Chatigny vers 1872.
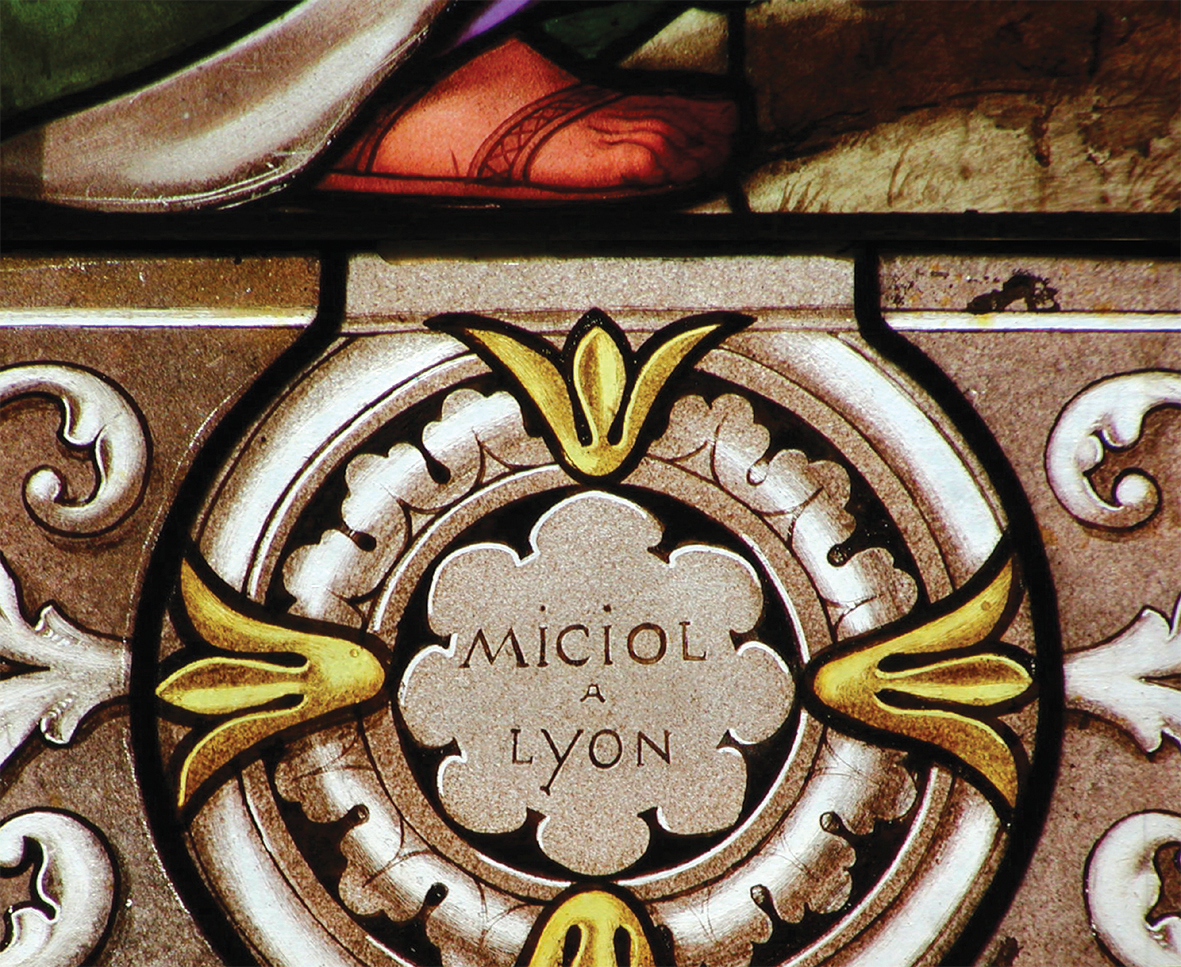
La signature de Miciol à Lyon.

Le beau-frère de Chatigny, Pierre Miciol (1833-1905), second prix de Rome en gravure en 1858, exploite alors un atelier de peinture sur verre situé lui aussi rue de Jarente, (verrière de l'église d'Ars). Séduit par la magie de cet art, il ne tarde pas à devenir son associé en 1873 et le restera pendant deux ans. Le vitrail des fonts baptismaux de Notre-Dame des Marais à Villefranche est l'une des œuvres de la collaboration avec Miciol.
À la suite de déboires financiers, Lucien se sépare de Pierre Miciol et installe un bureau/atelier à l'angle de la rue de l'Hôtel de Ville (maintenant Rue Édouard-Herriot) et de la rue Ferrandière qui lui permet surtout de lire des ouvrages d'art. Les trois années suivantes, de 1877 à 1880, il collabore avec Jacob Razuret dans l'atelier de la rue des Prêtres (aujourd'hui Rue Monseigneur-Lavarenne) à proximité de la cathédrale de Lyon.
L'admiration que porte Lucien Bégule à cet édifice le décide à entreprendre une étude très approfondie et d'en publier les caractéristiques sous le titre Monographie de la Cathédrale Saint-Jean. En 1879, Lucien donne lecture à la Sorbonne d'un mémoire exposant le plan de la Monographie de la cathédrale. En mai 1880, la Monographie sur Saint-Jean est publiée et devient le point de départ de la confiance accordée aux futurs ateliers.

### Les ateliers de Choulans
Ayant étudié les verrières du XIIe au XVIe siècle des cathédrales de Chartres, Sens, Bourges ou encore de Troyes, Lucien Bégule prend la décision de se consacrer exclusivement à cet art. Après des essais effectués dans l'ancien atelier du peintre Joseph Guichard, montée du Chemin Neuf (dont les verrières de l'église Saint-Vincent), il obtient l'autorisation de ses parents de construire un atelier au fond de la propriété de Choulans sur les plans de Auguste Monvenoux. Lucien fait bâtir les ateliers au fond de la propriété en 1879,.
En 1880, les ateliers de Lucien Bégule ouvrent leurs portes, Lucien a alors 32 ans. Ces ateliers sont organisés de façon à pourvoir à l'ensemble des techniques de fabrication. Dès l'entrée, se trouve une grande salle d'accueil avec de part et d’autre les salles de montage et de peinture. L'atelier est installé sur les hauteurs de Saint-Just dominant la ville de Lyon. C'est au cours de cette année que naît son fils, Émile, qui deviendra artiste peintre et dessinateur de vitraux.

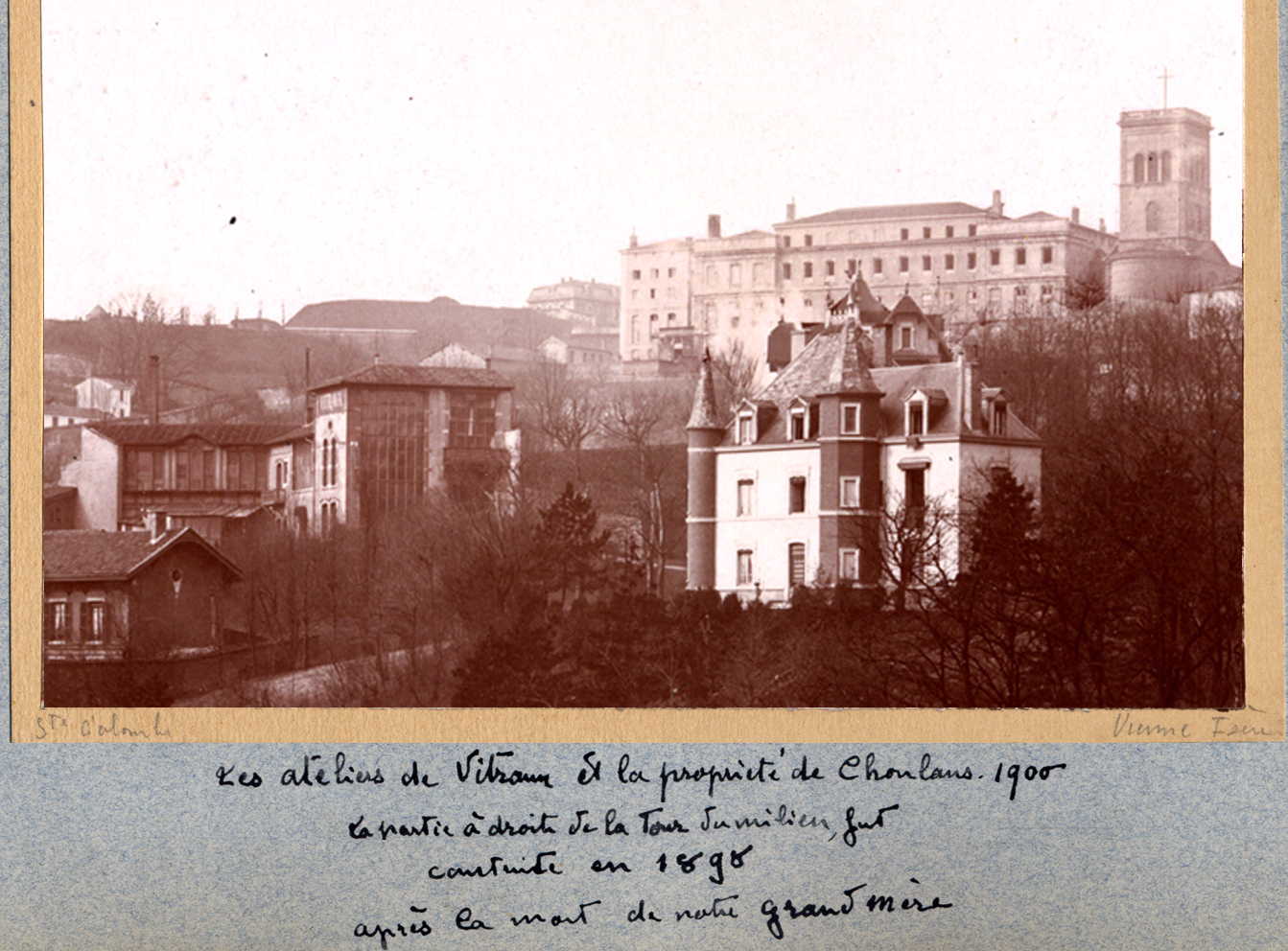
L'ensemble de la propriété de Choulans, ateliers et les Tourelles.
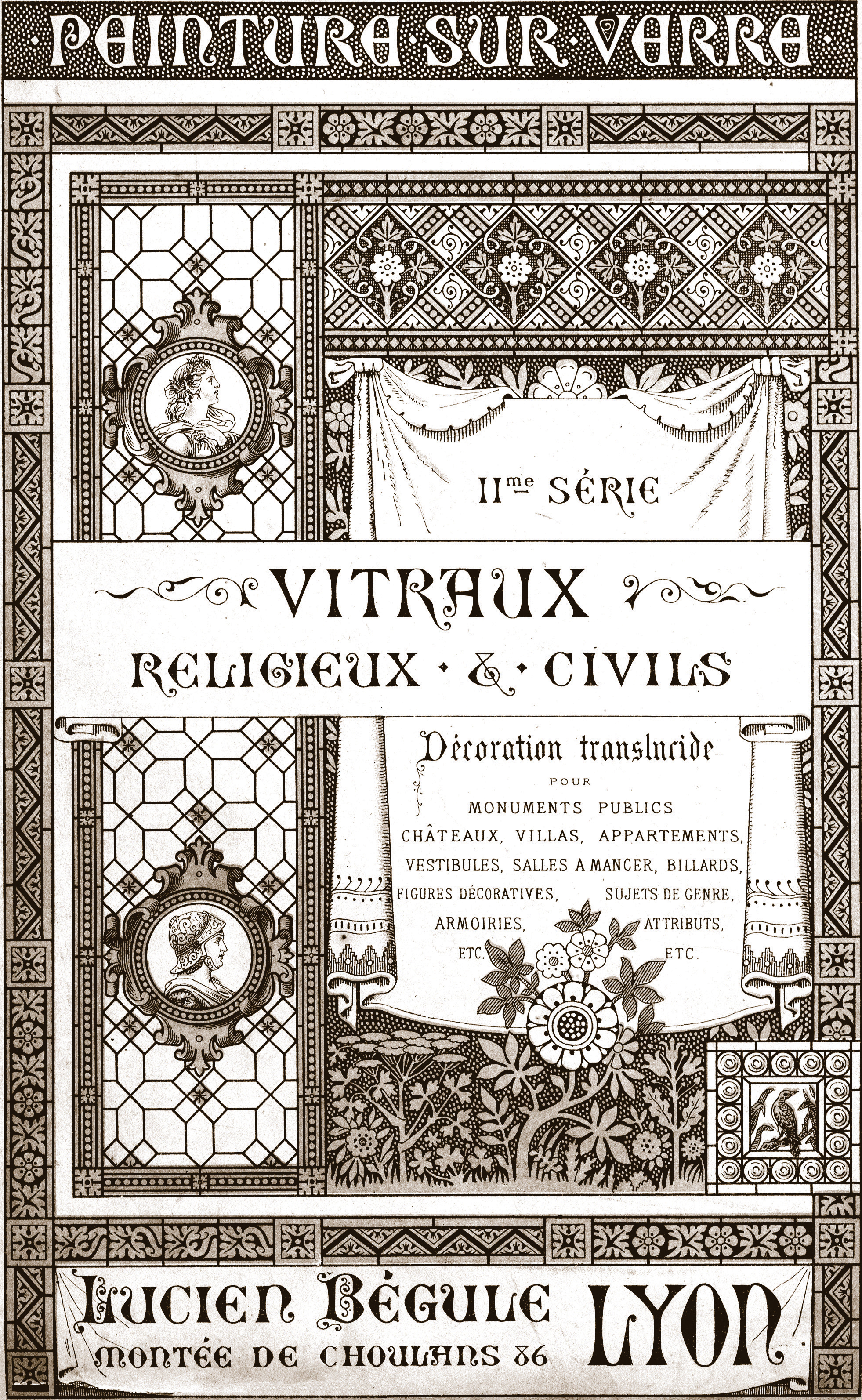
La publicité et couverture des documents des ateliers.
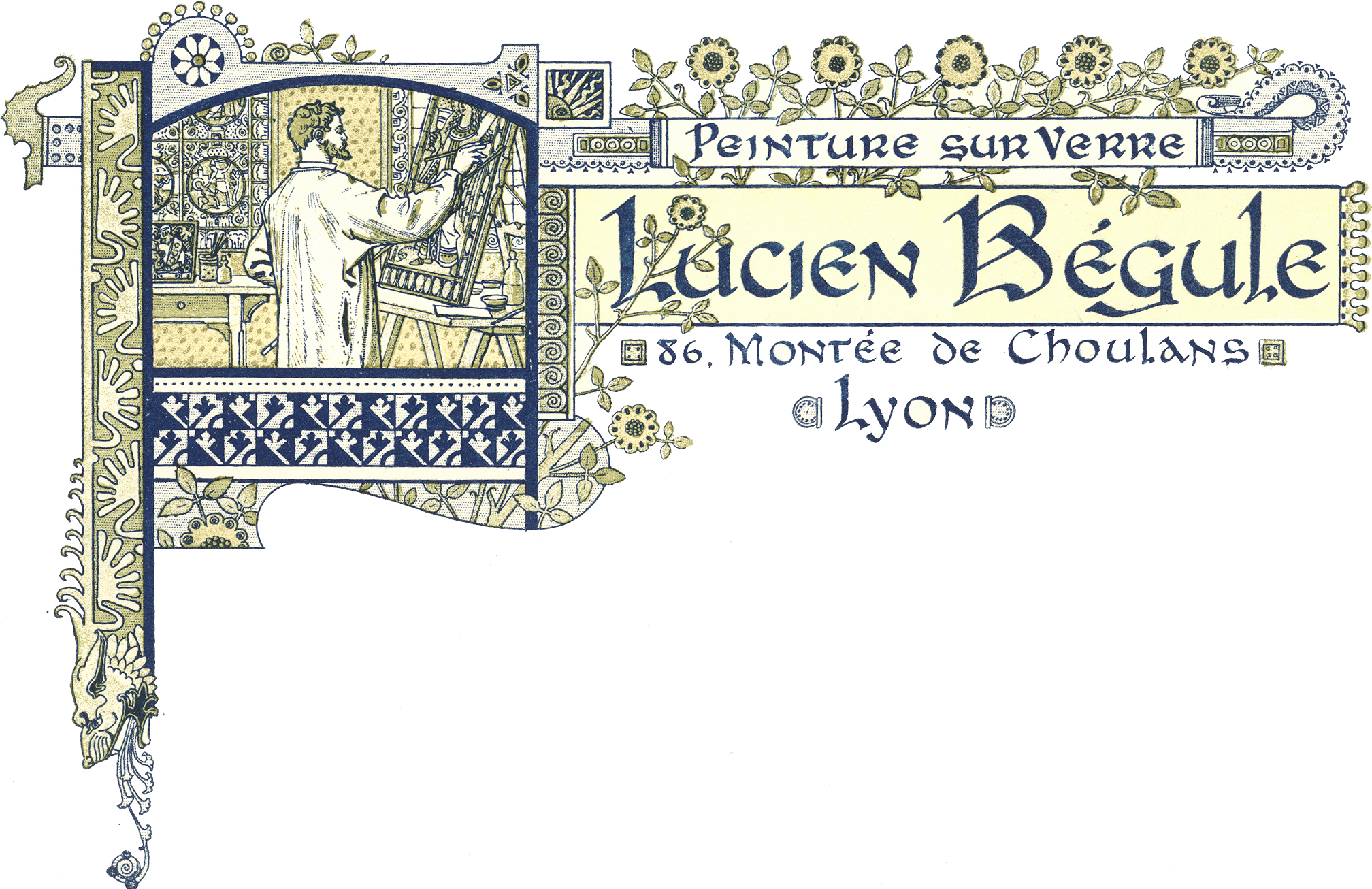
L'entête des ateliers de Lucien Bégule.
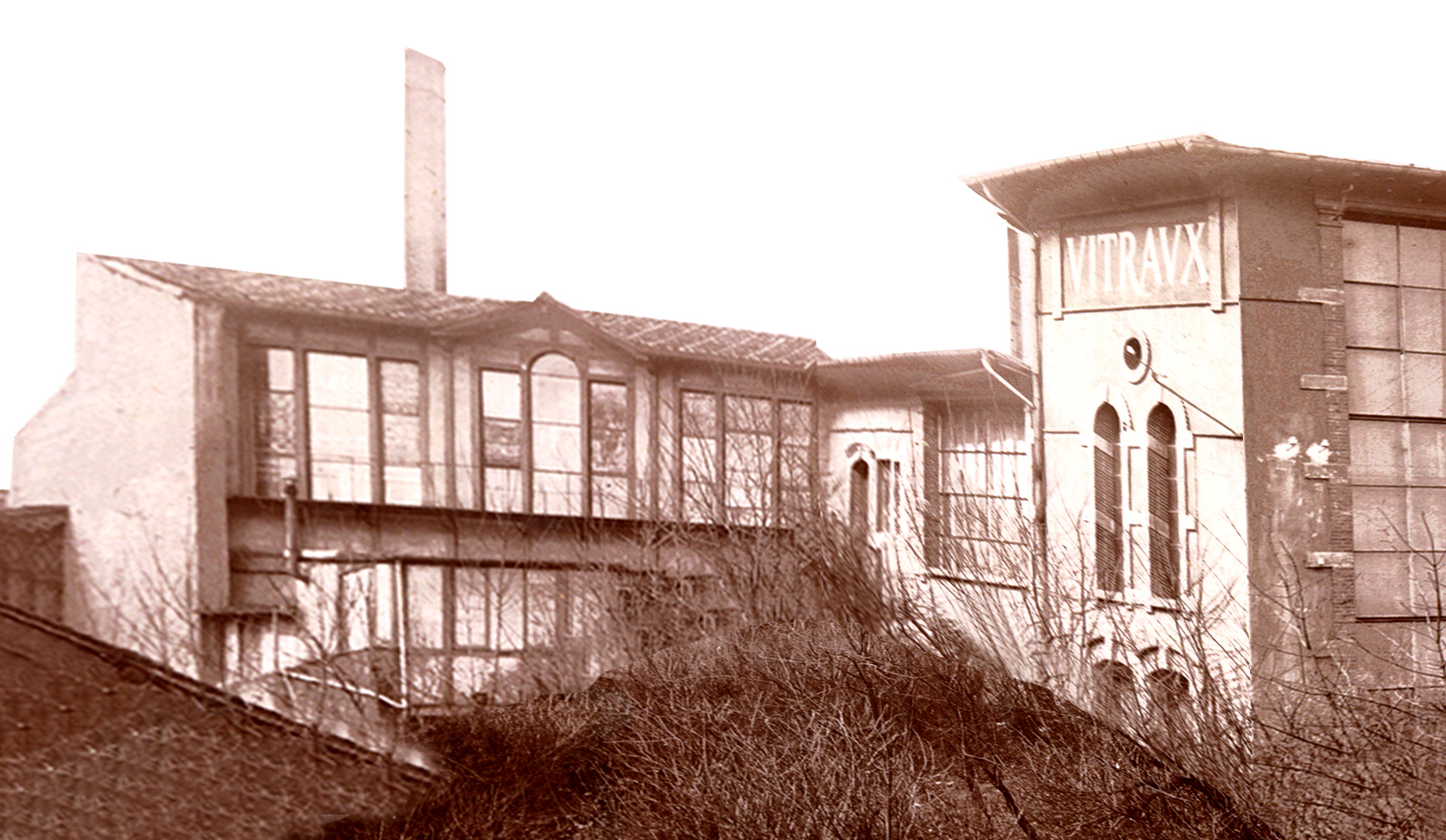
L'extérieur des ateliers côté jardin.

Sur tous les documents de Lucien Bégule, en-tête, communication, il utilise le vocabulaire ancestral de « peintre sur verre ». Effectivement, au Moyen Âge dans les ateliers à l'ombre des cathédrales, se tiennent les loges de toutes les corporations dont des verriers itinérants.
Les tâches sont bien réparties : les apprentis coupent les calibres, préparent les plombs, les compagnons coupent les verres et assemblent le vitrail. En amont, le maître discute avec le donneur d’ordre sur ce que sera le thème du décor. Puis, il fait les maquettes, en général des aquarelles qu’il propose alors au financeur, l’Église en général. Puis, à partir des maquettes, Lucien Bégule conçoit les « cartons » c'est-à-dire le vitrail grandeur nature sur lequel sont reportés les emplacements des plombs ainsi que les couleurs à l'aide des numéros des échantillons. La plupart du temps ce sont ceux de la verrerie Saint-Just-Saint-Rambert dans le département de la Loire. Ce carton est ensuite décalqué pour fabriquer des calibres en tenant compte de l'épaisseur du plomb. Ces calibres servent ensuite à découper les verres.

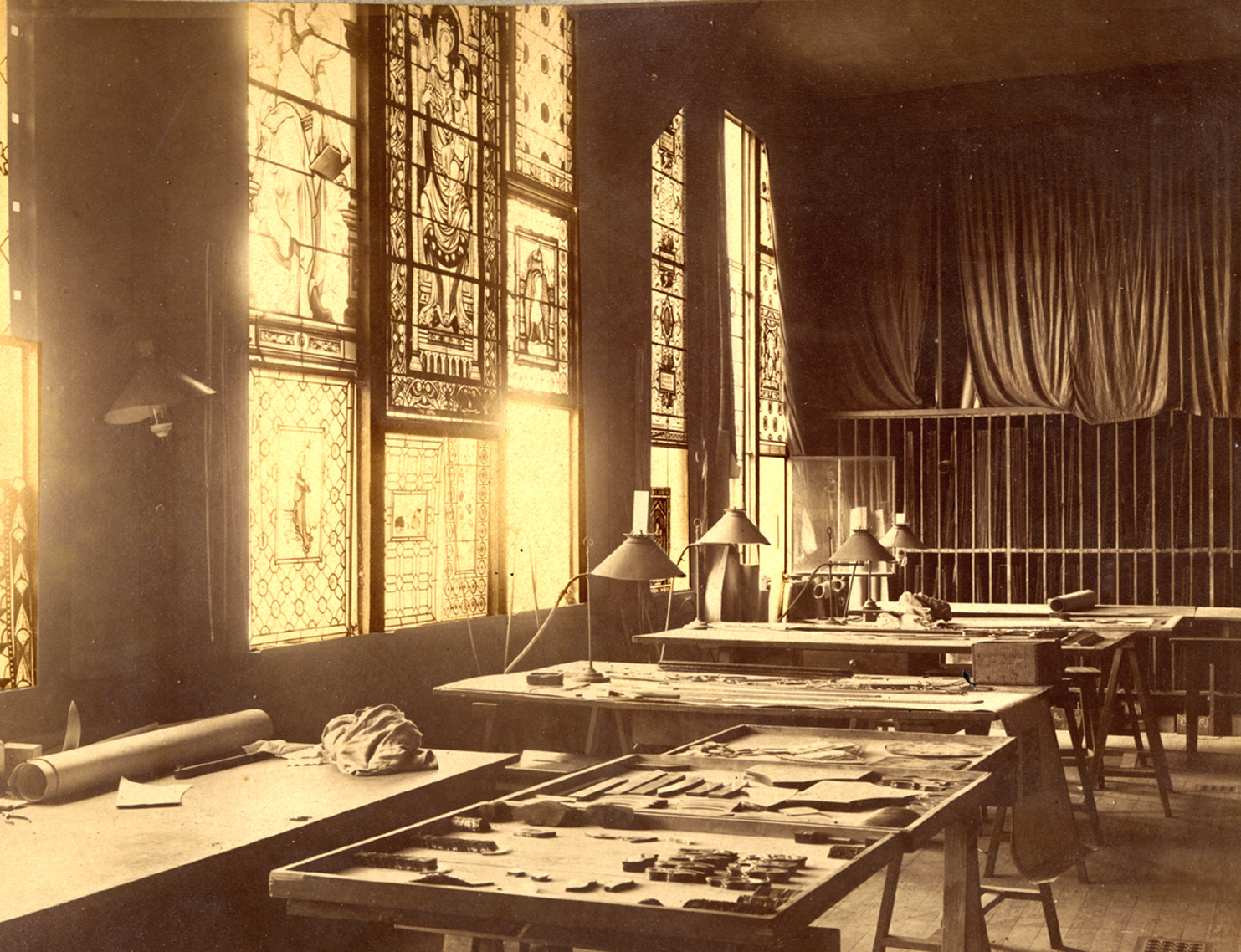
La salle des monteurs en plomb.
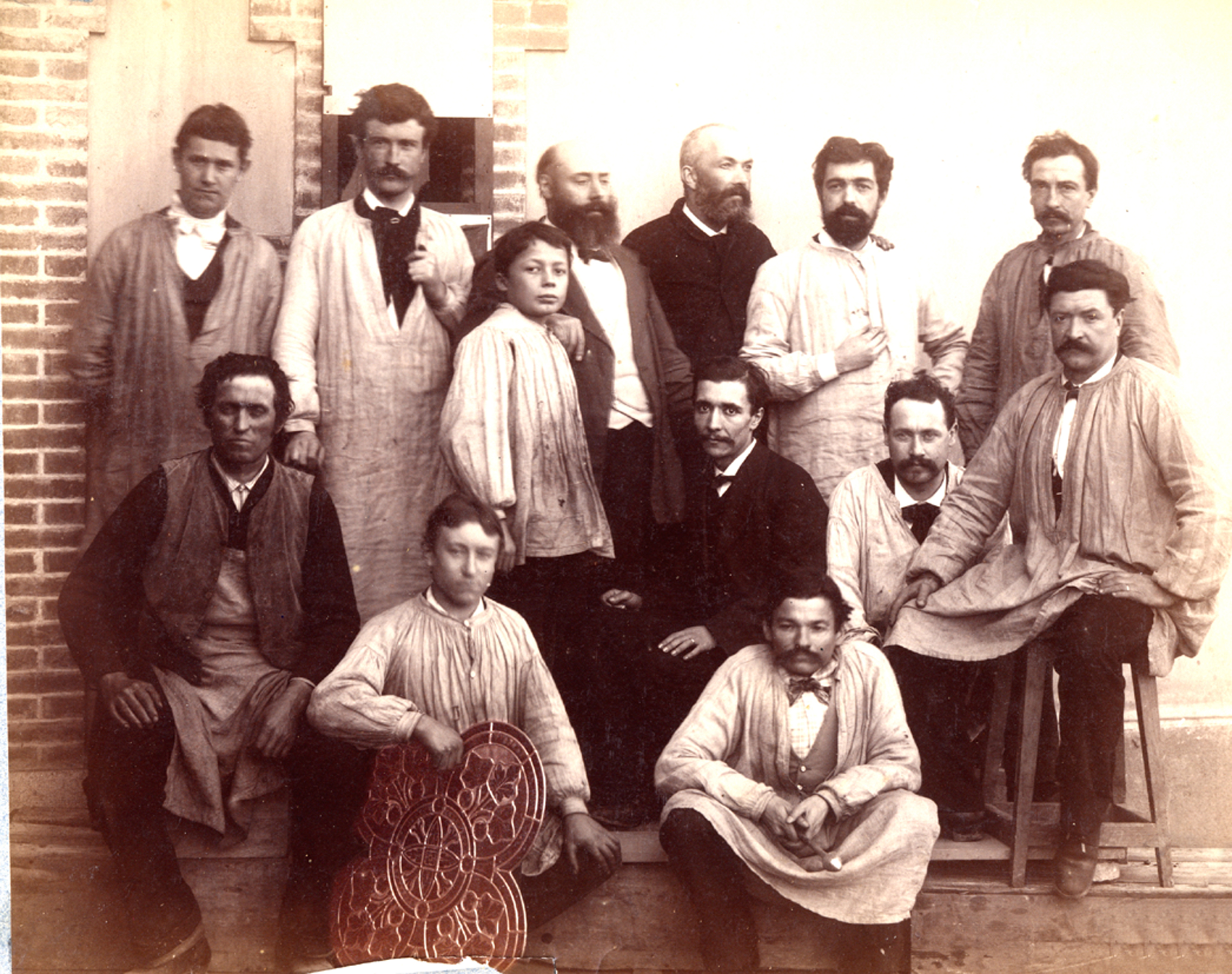
Les ouvriers de Lucien Bégule.
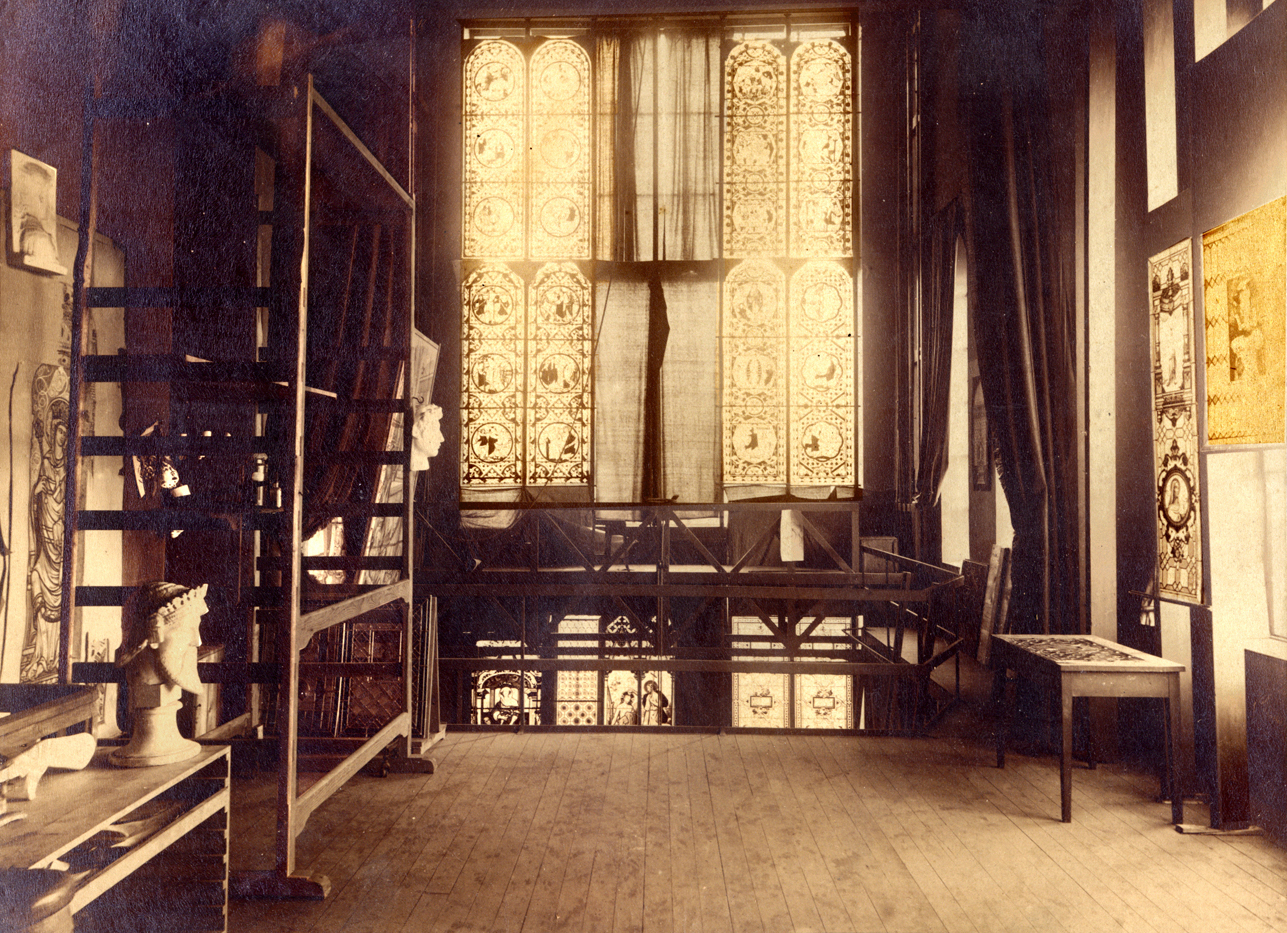
La salle des peintres.
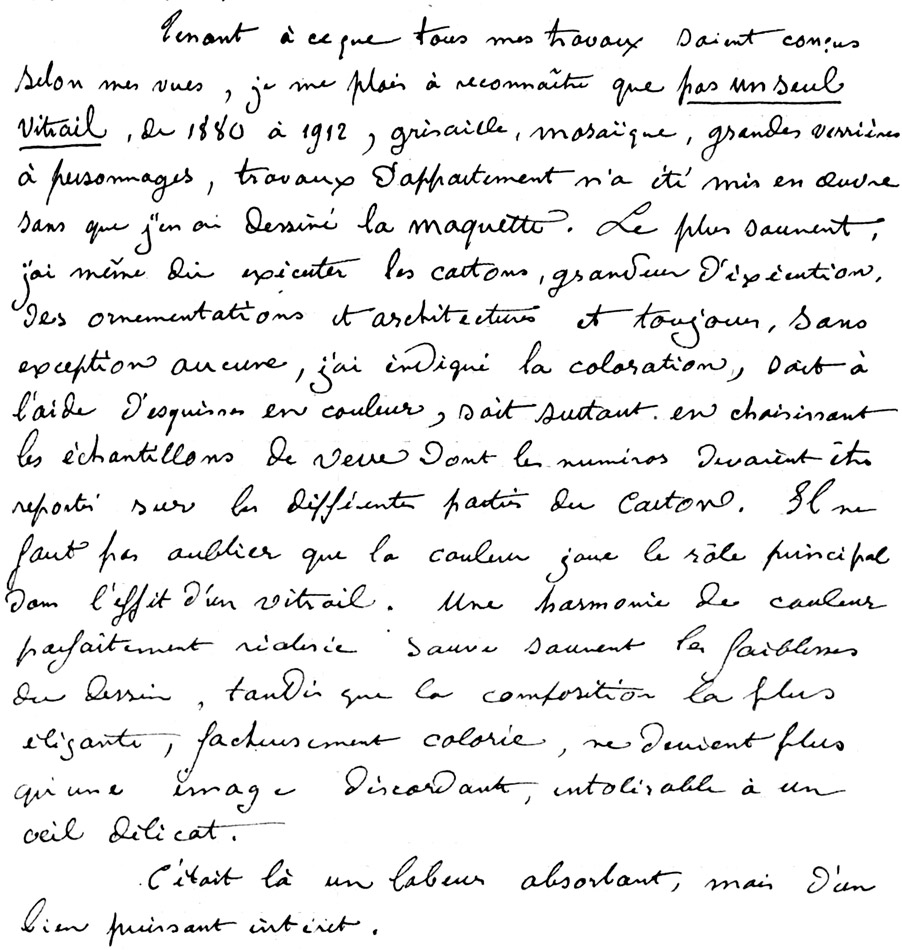
Mémoires. Lucien Bégule explique son implication dans la fabrication.

En aval, sur le vitrail provisoirement assemblé, le maître fait la « peinture » : visages, mains, etc. Après peinture, le vitrail est démonté et les verres sont cuits pour fixer les couleurs. À ce stade, le vitrail est prêt à être remonté si aucune retouche n'est nécessaire. Les « vraies » couleurs apparaissant à la cuisson, sans doute n'est-il pas rare d'avoir à reprendre des détails et à effectuer une seconde cuisson. Puis, le vitrail est monté en plombs définitifs et soudés. Parallèlement au changement profond de l’esthétique et du décor apparu avec l’Art nouveau, tous les verriers prendront le titre de « maîtres-verriers ». À partir de la fin des années 1930, de moins en moins de vitraux sont des peintures sur verre avec ces techniques complexes de verres plaqués décolorés à l’acide, d'émaillage, de grisaille au profit de décors conçus exclusivement avec des verres colorés.
Les vitraux sont exécutés, sous l'autorité de Lucien Bégule, par le personnel des ateliers avec toutes les variations que cela implique et toutes les possibilités de traitement de grisaille, d'émaillage et de travail sur le verre qui appartiennent à chacun. Cependant, les vitraux créés dans les ateliers Lucien Bégule, tout en suivant une véritable évolution entre 1881 et 1911, portent les signes d'une maturation dans la technique de l'art du vitrail vers une expression claire, lumineuse et de plus en plus décorative tout en restant en parfaite adéquation avec l'édifice, public ou privé, civil ou religieux, qu'ils éclairent,.

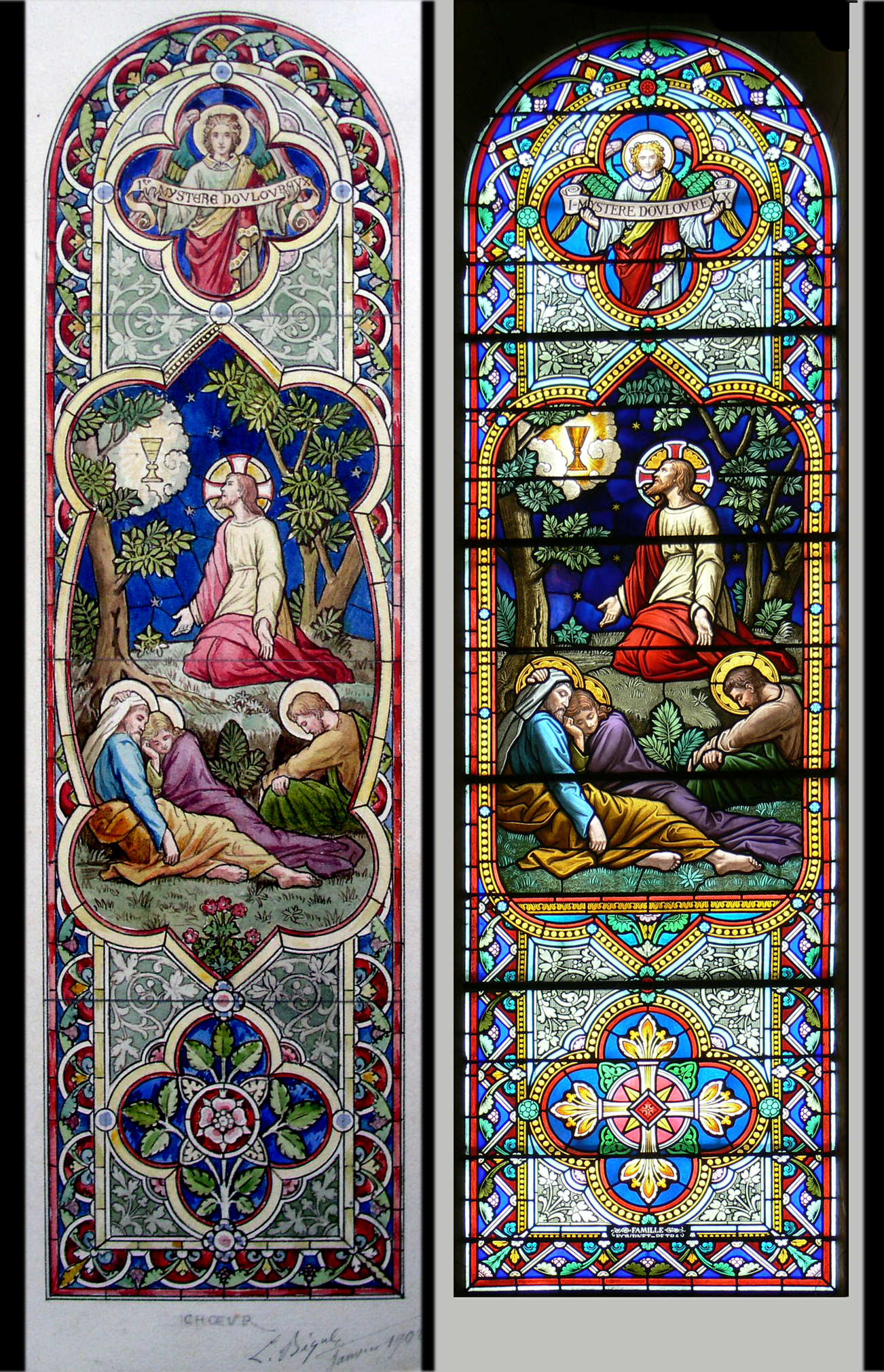
L'église de Montagny (Loire) A/ Maquette B/ Vitrail.
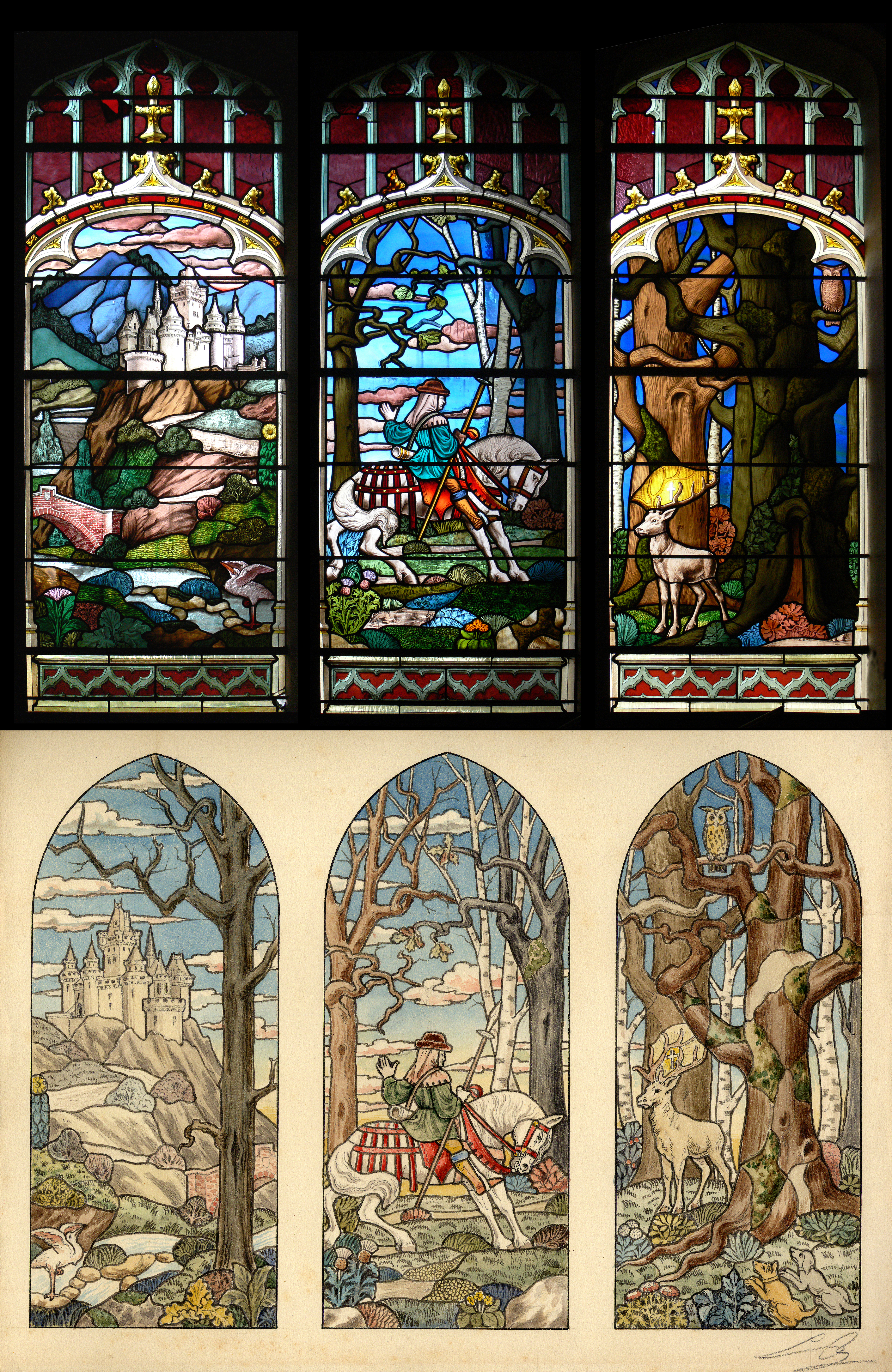
Vitrail sur le thème de la légende de Saint Hubert Haut/ Vitrail de Lucien Bégule Bas/ Maquette de Lucien Bégule.
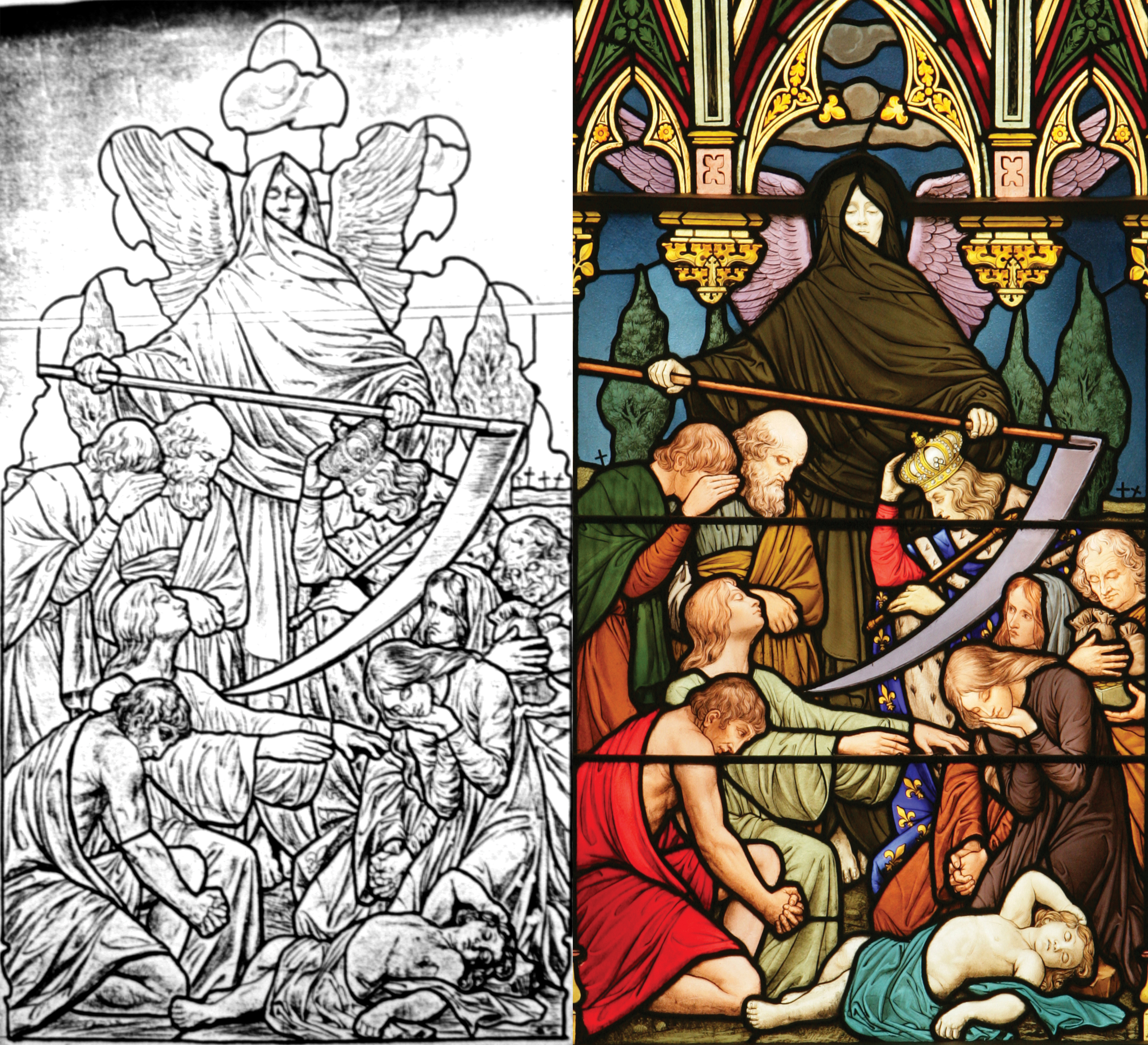
Le vitrail des morts à la Rédemption (Lyon) A/ Carton préparatoire après la maquette B/ Vitrail.

Comme tous les ateliers, ceux de Lucien Bégule doivent être rentables. Aussi, lorsqu'il est possible de réutiliser un motif, une maquette ou un carton, il n'hésite pas à le faire. C'est ainsi qu'il existe des verrières, situées dans des bâtiments différents, qui comportent exactement le même dessin. On peut notamment retrouver ces motifs réemployés dans les vitraux consacrés à la vocation de Jeanne à la basilique Saint-Martin d'Ainay et l'église de la Rédemption de Lyon comme à l'église de Malaucène dans le Vaucluse. On retrouve aussi des éléments identiques sur les vitraux représentant Jésus dans l'atelier de Joseph à Boen, Liergues et Saint-Just-d'Avray. Les vitraux représentant les rois mages de Saint-Just-d'Avray, Saint-Bonnet-le-Château et Sury-le-Comtal sont dans le même cas.

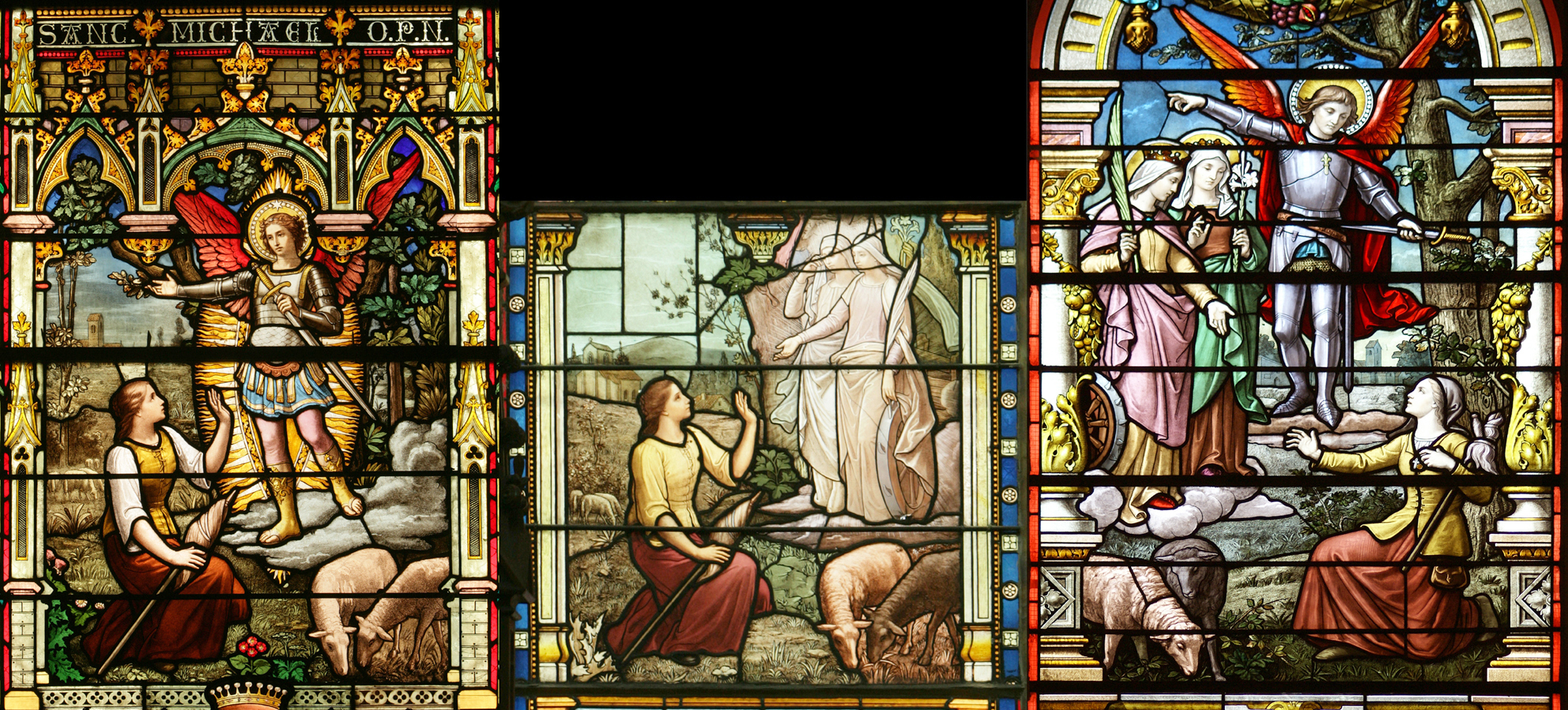
Parallèle entre différents vitraux de la vocation de Jeanne. A) Ainay à Lyon • B) La Rédemption à Lyon • C) Malaucène dans le Vaucluse.
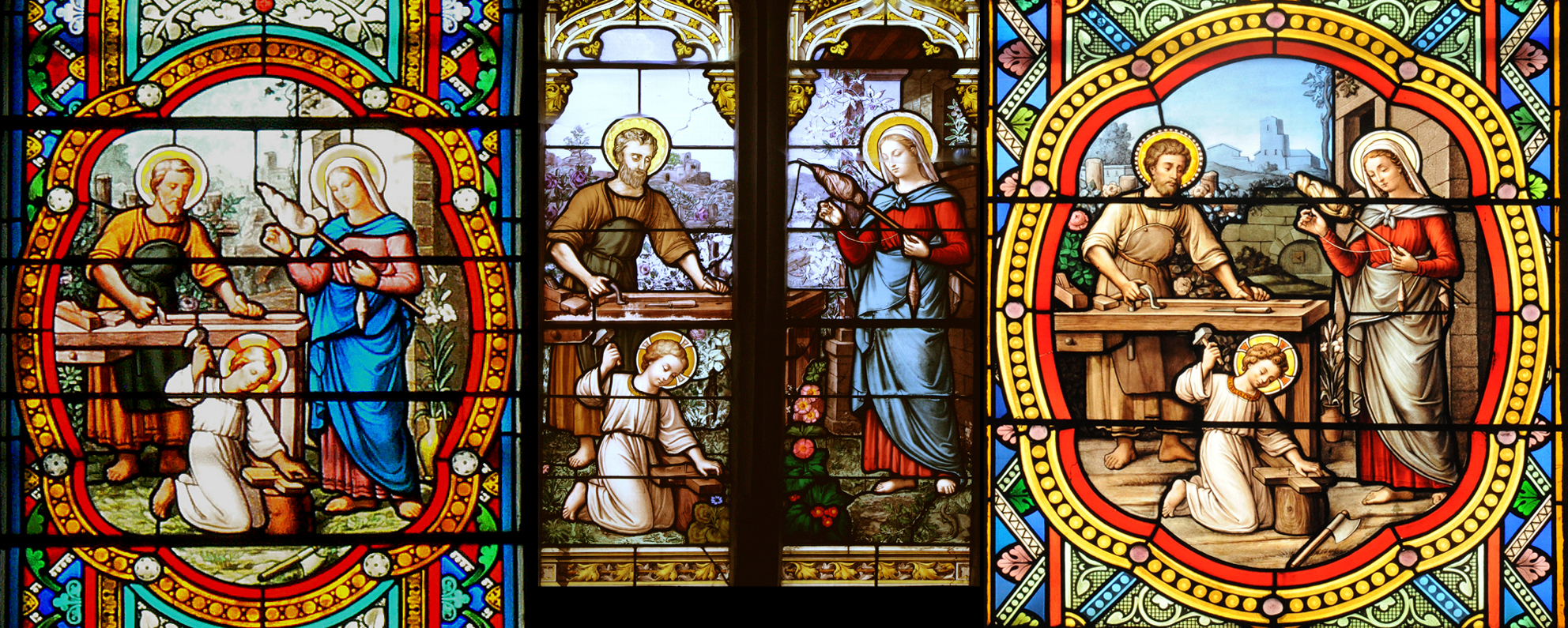
Parallèle entre différents vitraux de Jésus dans l'atelier de Joseph A) Boen • B) Liergues • C) Saint-Just-d'Avray.

### La production des ateliers
La majorité de la production est réalisée dans la région de Lyon, mais également dans les départements de la Loire et de l'Ardèche. Plus loin se trouvent des vitraux en Bretagne (Pont-Scorff), dans le Midi de la France (Carpentras, Malaucène, Giens, etc.), ainsi qu'à l'étranger : Nagasaki, Le Caire (palais de Tigrane Pacha), Lausanne (cathédrale de Lausanne), Rio de Janeiro (église des Sœurs de Saint-Vincent de Paul),.

#### L'œuvre religieuse: création et restauration
L'apogée des ateliers se situe dans les années 1891-1898. L’œuvre religieuse constitue la plus importante part de la production des ateliers. On dénombre quatre-vingt-douze édifices religieux ayant bénéficié des vitraux Bégule. Ainsi, l'œuvre religieuse représente une production de quatre cents vitraux.
Une particularité de sa production est son goût prononcé pour l'archéologie. À ce titre, il crée des vitraux dans le style scrupuleusement archaïque du XIIIe siècle : Bon-Pasteur : transepts nord et sud, baies 5 à 16 ; Anse : l'abside, baies 0 à 4 ; Saint-Maurice de Vienne : l'abside, baies 0 à 4 ; basilique de Paray-le-Monial, Saint-Christophe-en-Brionnais, Saint-Just-d'Avray, absidioles et transept de Boën, abside et transept de Privas.
La production originale de vitraux est assurée par la construction d'églises dans les quartiers nouvellement créés sur la rive gauche du Rhône récemment asséchée : 3e, 6e et 7e arrondissements. Ainsi, la demande importante et la notoriété des ateliers permettent à Lucien Bégule de décrocher de nombreux contrats. La représentation de Saint-Georges tient une place à part dans la vie de Lucien : son père ainsi que son fils, mort à 21 ans, se prénomment Georges. De nombreux vitraux religieux reprendront ce thème.
À côté de l'œuvre de création ou de production dans le style du Moyen Âge, les premières années de l'atelier sont consacrées à la restauration. En effet, en 1884 il restaure des vitraux de la primatiale Saint-Jean de Lyon où il remet en état la grande rose de la façade occidentale, rose exécutée en 1394 par Henri de Nivelle. En 1886, c'est à l’église Notre-Dame des Marais de Villefranche-sur-Saône qu'il remet en état le vitrail de sainte Anne, saint Pierre et saint Jacques qui date de la fin du XVe siècle. En 1887, Bégule travaille de nouveau à la primatiale Saint-Jean de Lyon en restaurant la rose du transept septentrional, rose qui date du XIIIe siècle. En 1888, il remet en état la rose du transept méridional de l’église Saint-Nizier de Lyon. Puis en 1889 il restaure celle du transept septentrional.

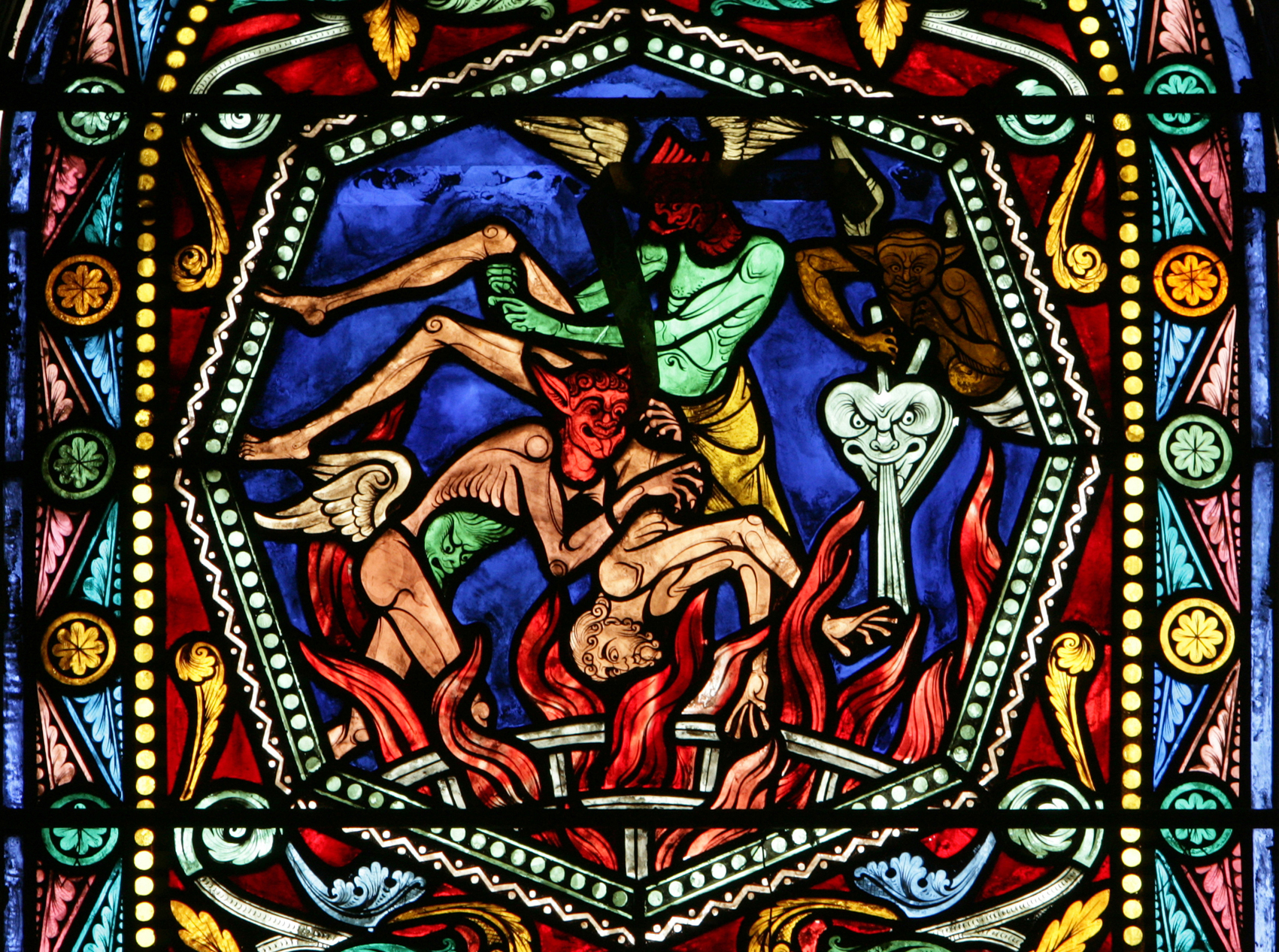
Le riche en enfer à l'Église du Bon-Pasteur à Lyon - 1882
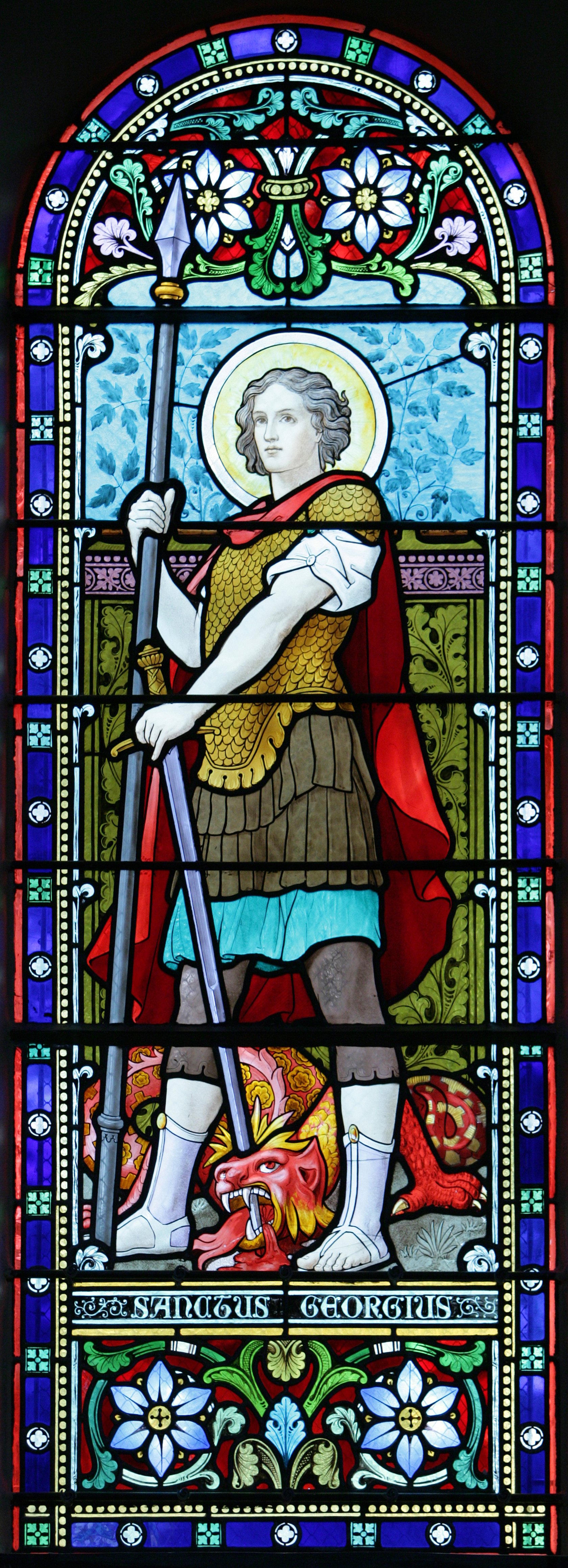
Saint Georges à La Tour-de-Salvagny - 1890
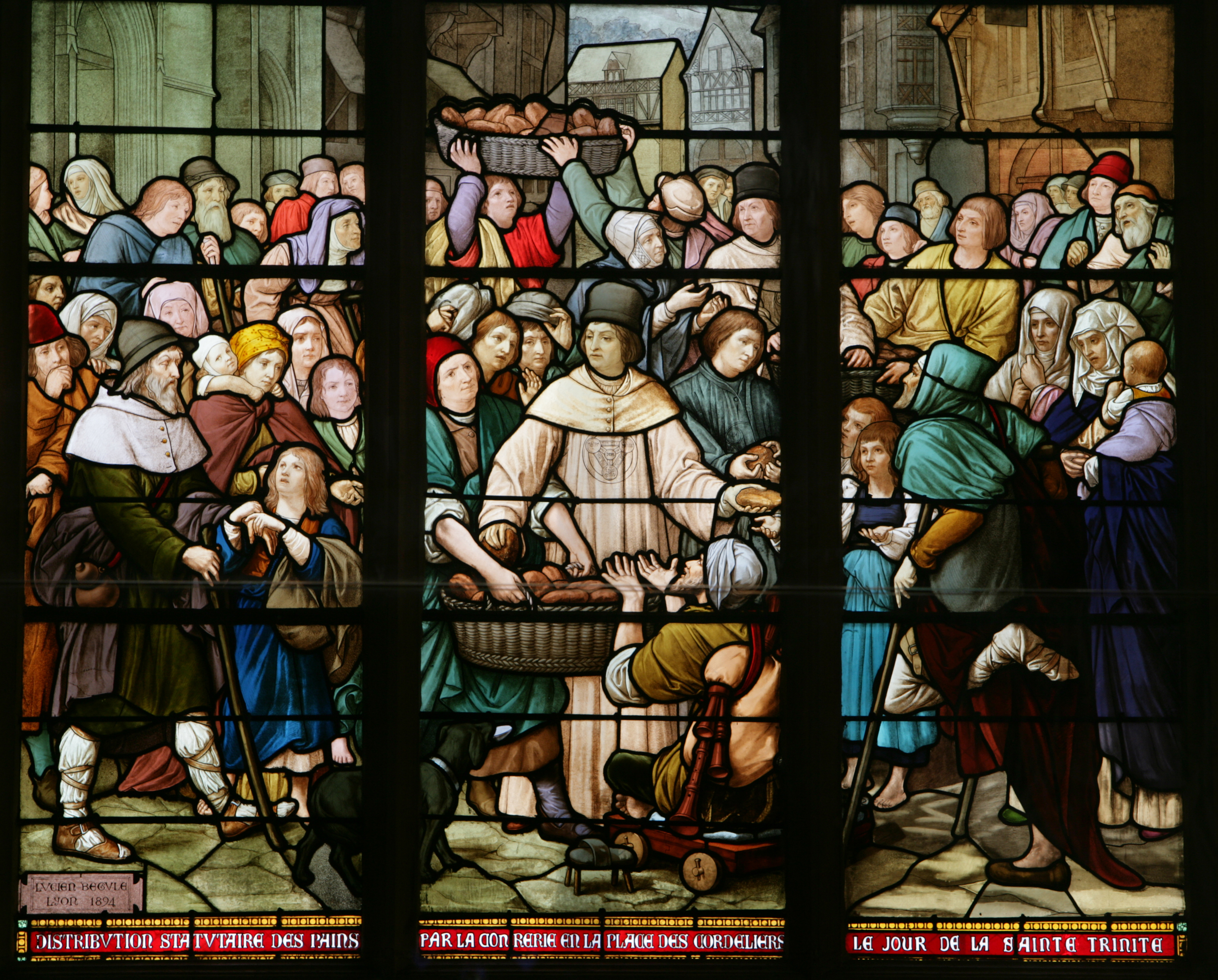
Distribution aux pauvres par la confrérie de la Trinité, église Saint Nizier - 1894

#### L'œuvre profane
Beaucoup moins importante en quantité que l'œuvre religieuse — seulement cinquante réalisations — l'œuvre profane est de très grande qualité. Malheureusement peu visible car se situant dans des demeures privées, elle n'en est pas moins intéressante.
Certaines maisons sont construites par des architectes et constituent des ensembles remarquables. L'architecte Charles Roux-Meulien commande à Lucien Bégule un ensemble complet pour une grande demeure des alentours de Lyon. Une autre villa dans le Beaujolais sera intégralement vitrée par les ateliers de Choulans. À Lyon, dans le quartier de la Préfecture, beaucoup d'allées ont été vitrées. On peut citer notamment l'immeuble du 23, cours de la Liberté et le plafond de la salle des délibérations de la préfecture,.

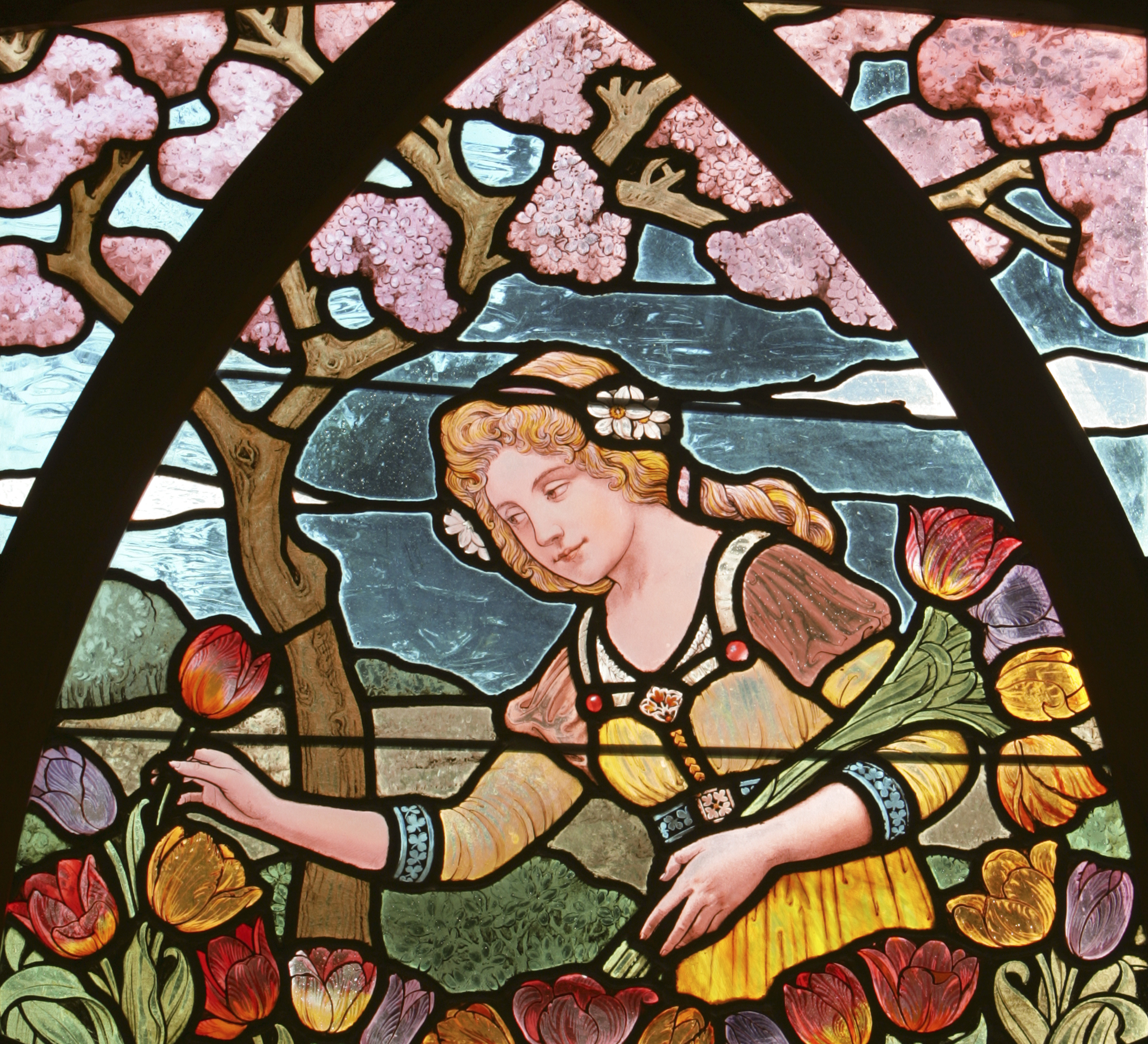
Vitrail de l'entrée d'une villa dans le Beaujolais - 1905
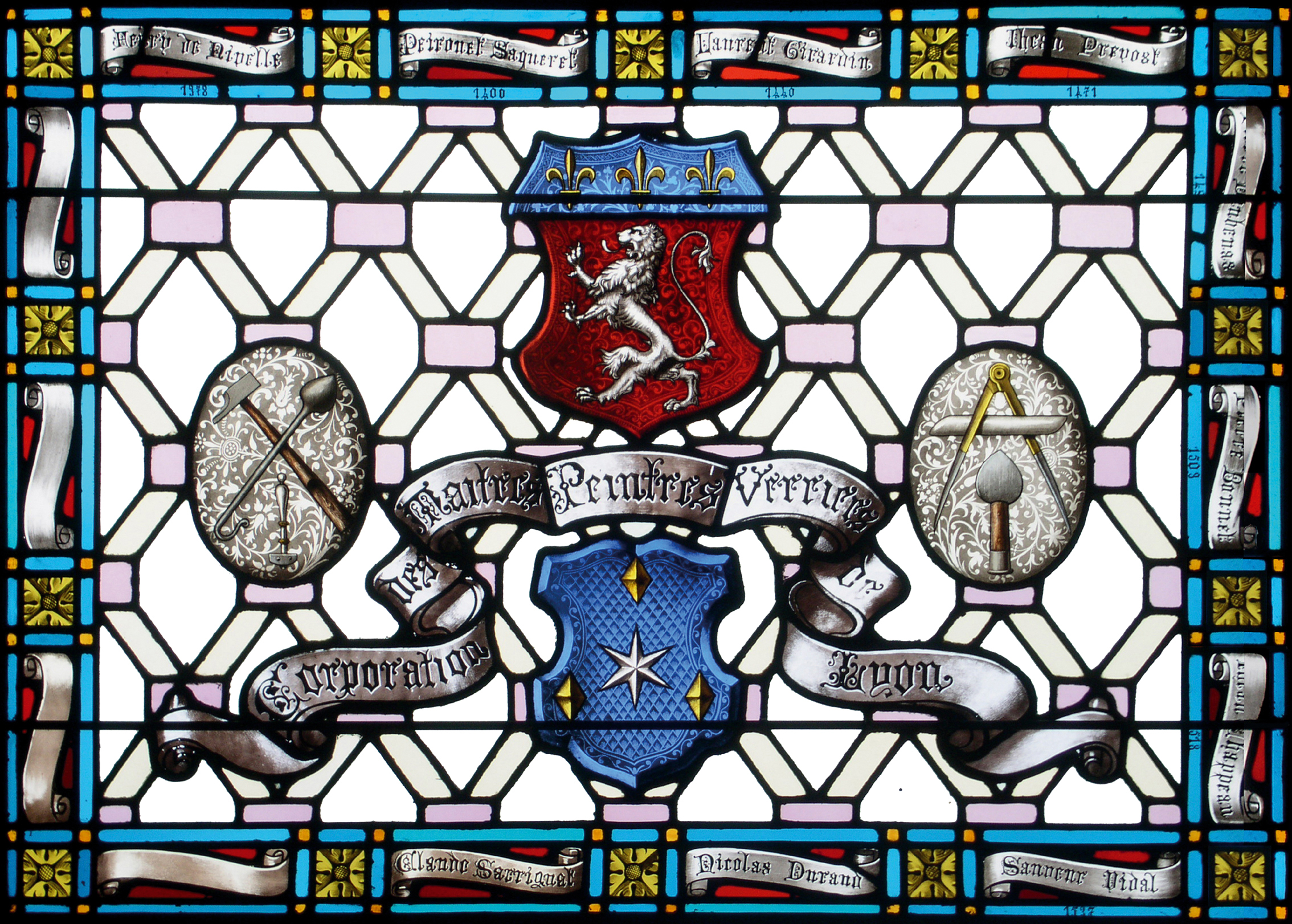
Vitrail des Maîtres Peintres Verriers de Lyon. Vitrail encore en place dans les bâtiments d'origine de Choulans.
Hérons, oiseaux, libellules et papillons sur les bords du lac Léman - 1885

#### Les prix
Le coût d'un vitrail, qu'il soit religieux ou civil, varie en fonction du travail et du temps que sa confection exige. Les prix augmentent à mesure que les ateliers gagnent en réputation. Lucien Bégule a rapidement « la satisfaction de pouvoir choisir les clients en élevant les prix ».
À titre d’exemple, Lucien Bégule évalue à 20 000 francs la vitrerie complète de l’église de Privas réalisée en 1885, qui comprend 48 baies dont trois lancettes à scènes, huit lancettes à figures en pied sur fond de grisaille, quatre lancettes à médaillons incluant des scènes à figures, deux roses à figures, dix-neuf roses décoratives et douze lancettes décoratives.
Le prix demandé par Lucien Bégule est de 1 200 francs pour le vitrail représentant Louise Labbé (d'une hauteur de 2,27 mètres et d'une largeur de 1,13 mètre) en 1900.

#### Les collaborations

Mémoires de Lucien Bégule sur Eugène Grasset.

Les ateliers Bégule conçoivent les vitraux en collaboration avec de multiples artistes à la notoriété établie. On trouve notamment des esquisses d'Eugène Grasset à Aix-les-Bains, Charles Lebayle à l’hôpital de la Charité de Lyon, Gaspard Poncet à Grézieu-le-Marché et à l'ancienne chapelle des Frères des écoles chrétiennes de Caluire-et-Cuire, Tony Tollet (chapelle du Sacré-Cœur à Lyon), Louis Jacquesson de la Chevreuse (église Saint-Nizier), Charles Joseph Lameire, vitrail de la Rédemption à l'église Saint-Vincent de Paul, Irénée Richard ou encore Émile Delalande. Les vitraux sont inspirés, selon le style de l'édifice qu'ils éclairent, de la typologie des verrières anciennes : vitrail néo-roman dans une église de même style comme celle du Bon Pasteur de Lyon, la grande verrière néo-gothique dans la chapelle néo-gothique Saint-Michel dans le quartier lyonnais d'Ainay ou verrière de style néo-renaissance dans telle ou telle chapelle de ce même style,.
Lucien Bégule fait donc travailler beaucoup d'artistes extérieurs à ses ateliers. Parmi eux, Eugène Grasset tient une place à part. À Paris en 1885, il le rencontre et est ébloui par le talent de ce jeune artiste. Il l'initie à l'art du vitrail et lui demande une composition pour une représentation de saint Georges terrassant le dragon. Ce vitrail verra le jour en 1889 et sera un des succès des nouveautés à l'exposition universelle de Paris de 1889. Il fait partie aujourd'hui des collections du musée des beaux-arts de Lyon.
En 1899, ce sera une nouvelle collaboration pour la nouvelle église d'Aix-les-Bains. La carrière de Grasset dans le vitrail se développe et d'autres verriers comme Félix Gaudin lui commandent des esquisses dont Le Printemps, fameux vitrail dont Lucien Bégule s'inspirera plus tard dans son extraordinaire vitrail Louise Labbé (ou Labé) dite la Belle Cordière actuellement aux musées Gadagne de Lyon.

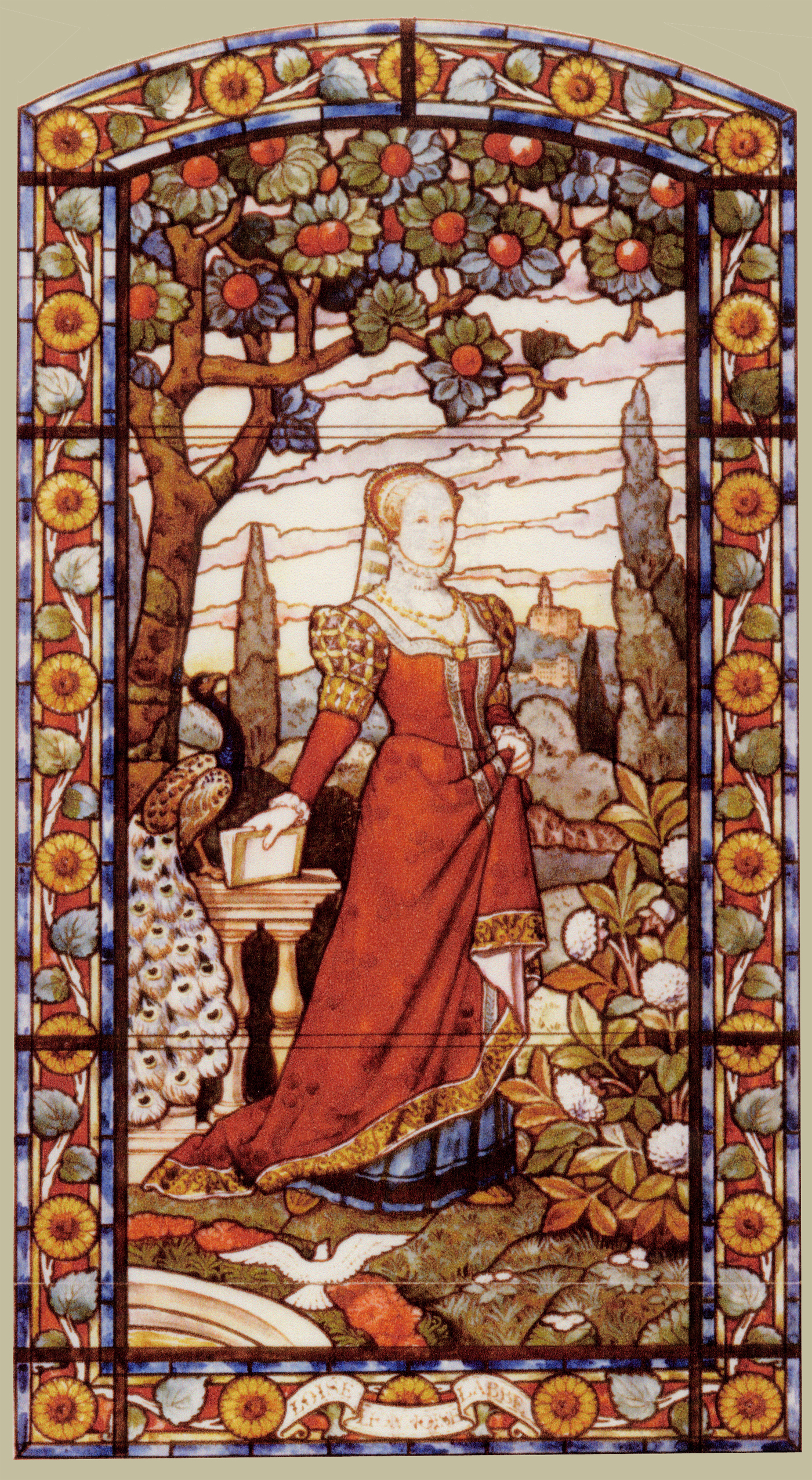
Maquette de Louise Labbé inspiré par Le Printemps de Eugène Grasset - 1899
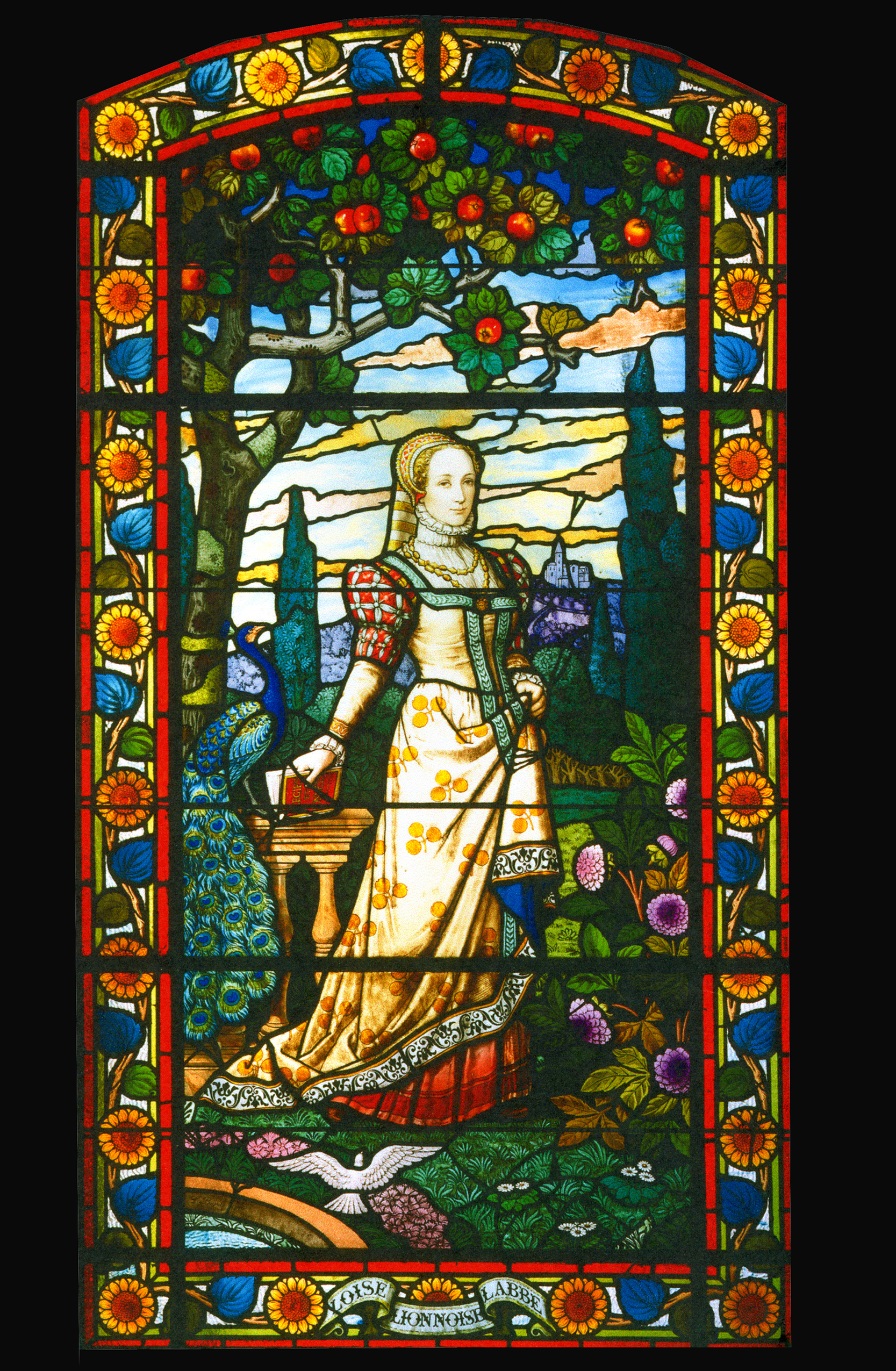
Vitrail de Louise Labbé inspiré par Le Printemps de Eugène Grasset - 1899
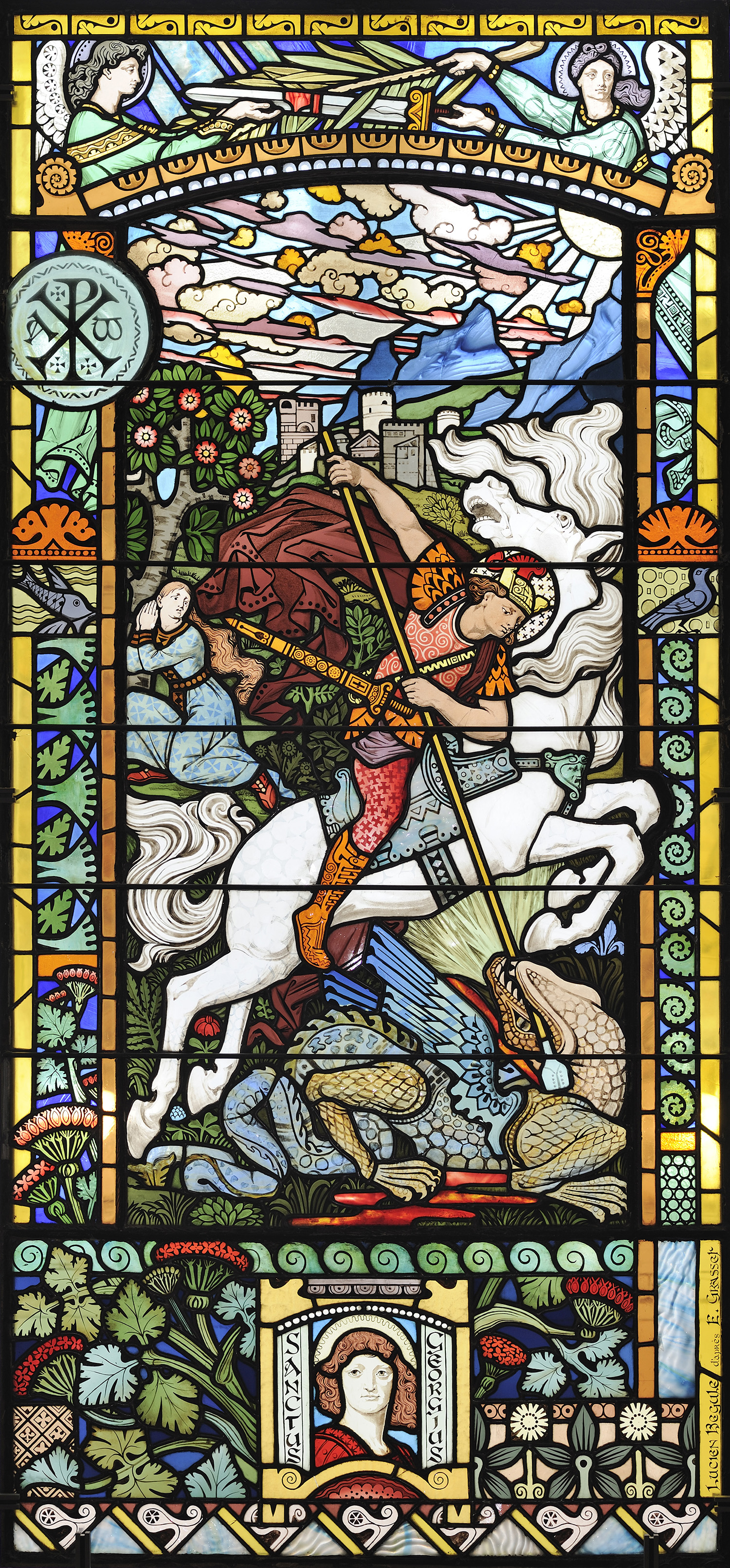
Vitrail : Saint Georges combattant le dragon d'après Eugène Grasset - 1889 musée des Beaux-Arts de Lyon
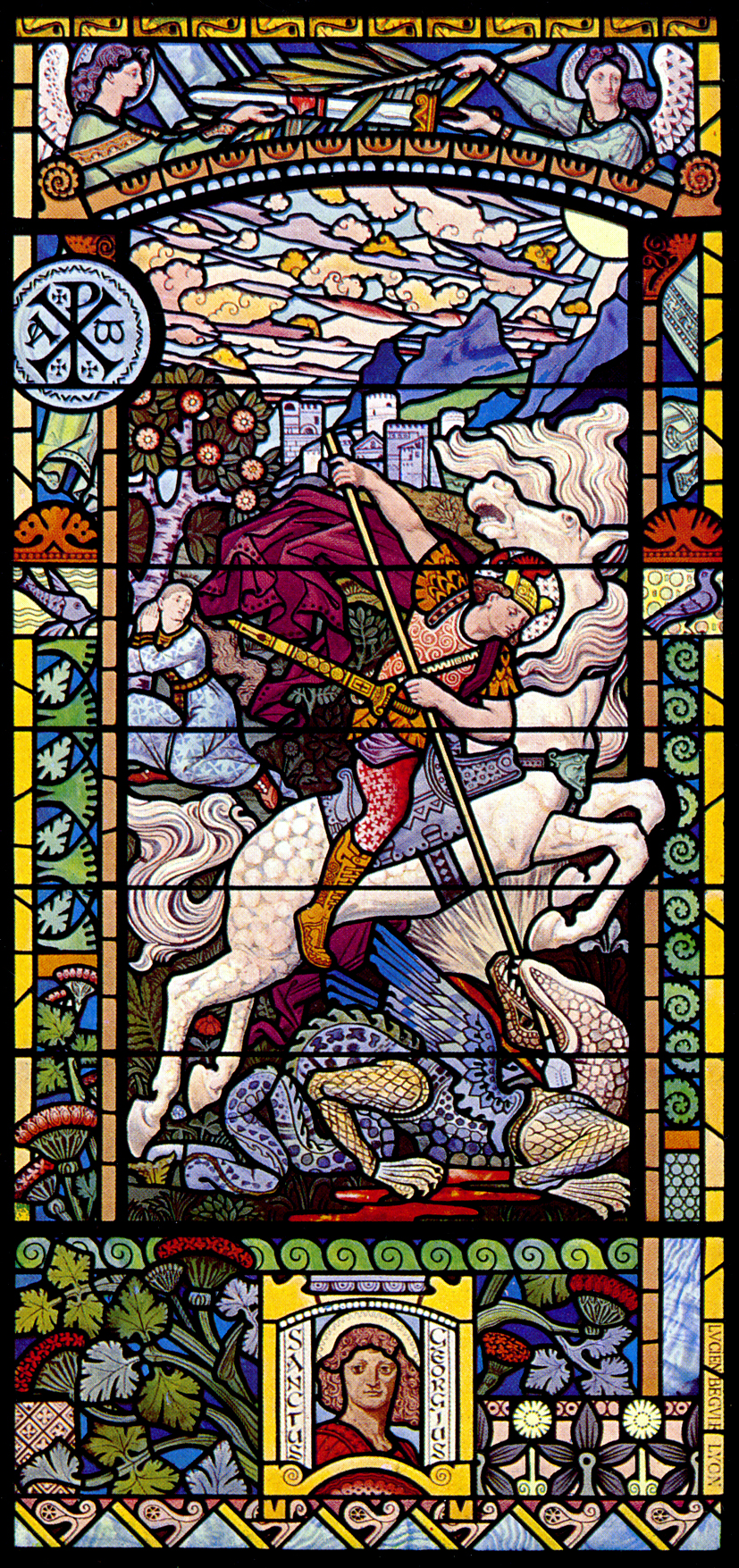
Maquette Saint-Georges combattant le dragon d'après Eugène Grasset - 1889

#### Les signatures
Dans l’œuvre de Lucien Bégule, sa signature connue est principalement celle des vitraux. L'autre, manuscrite se trouve aussi sur ses maquettes. Principalement, celles-ci se trouvaient dans un cartouche en bas du vitrail. À gauche, L.Bégule et à droite : LYON et la date.
Plus rarement, la signature est dans un paysage ou un élément architectural. Une signature rare est celle mentionnant une restauration comme à Villefranche sur Saône.
Un seul type de signature est connu avec L.Bégule comme peintre et une autre signature pour la fabrication : « A.Baron Pinxit » à gauche et « L.Bégule Del » à droite pour un vitrail à Saint-Bonnet le château. Cette forme sera reprise plus tard par son fils Émile qui n’aura pas repris les ateliers et fera des cartons pour des vitraux fabriqués à Grenoble par Balmet.
- * Saint-Symphrien sur Coise 1896
à gauche :
* 23 cours de la Liberté à Lyon
* Saint-Vérand dans le Rhône.
À droite :
* autre vitrail de Saint Vérand.
- Deux signatures dont :
- restauration à Villefranche sur Saône

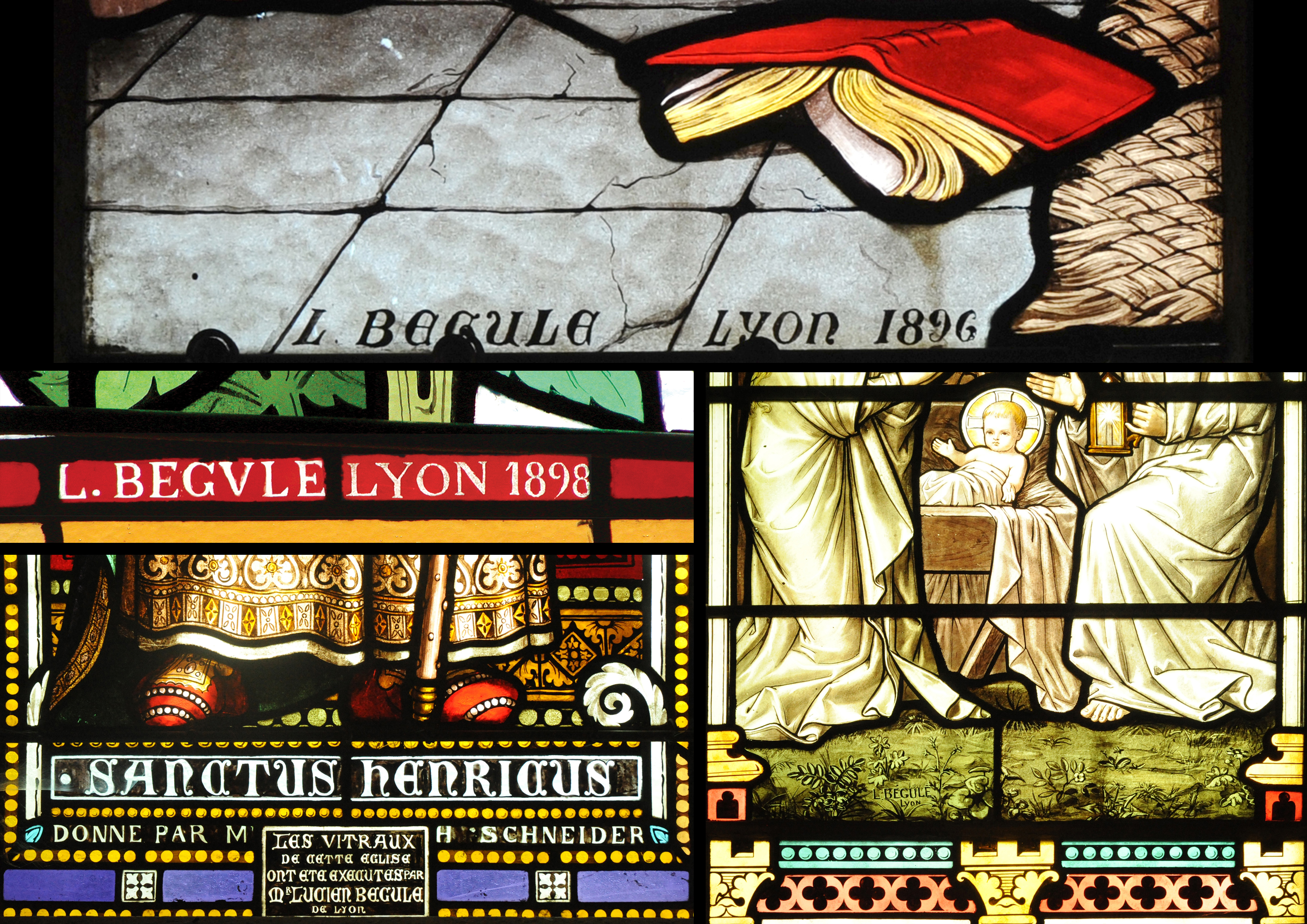
- Saint-Symphrien sur Coise 1896 à gauche : - 23 cours de la Liberté à Lyon - Saint-Vérand dans le Rhône. À droite : - autre vitrail de Saint Vérand.
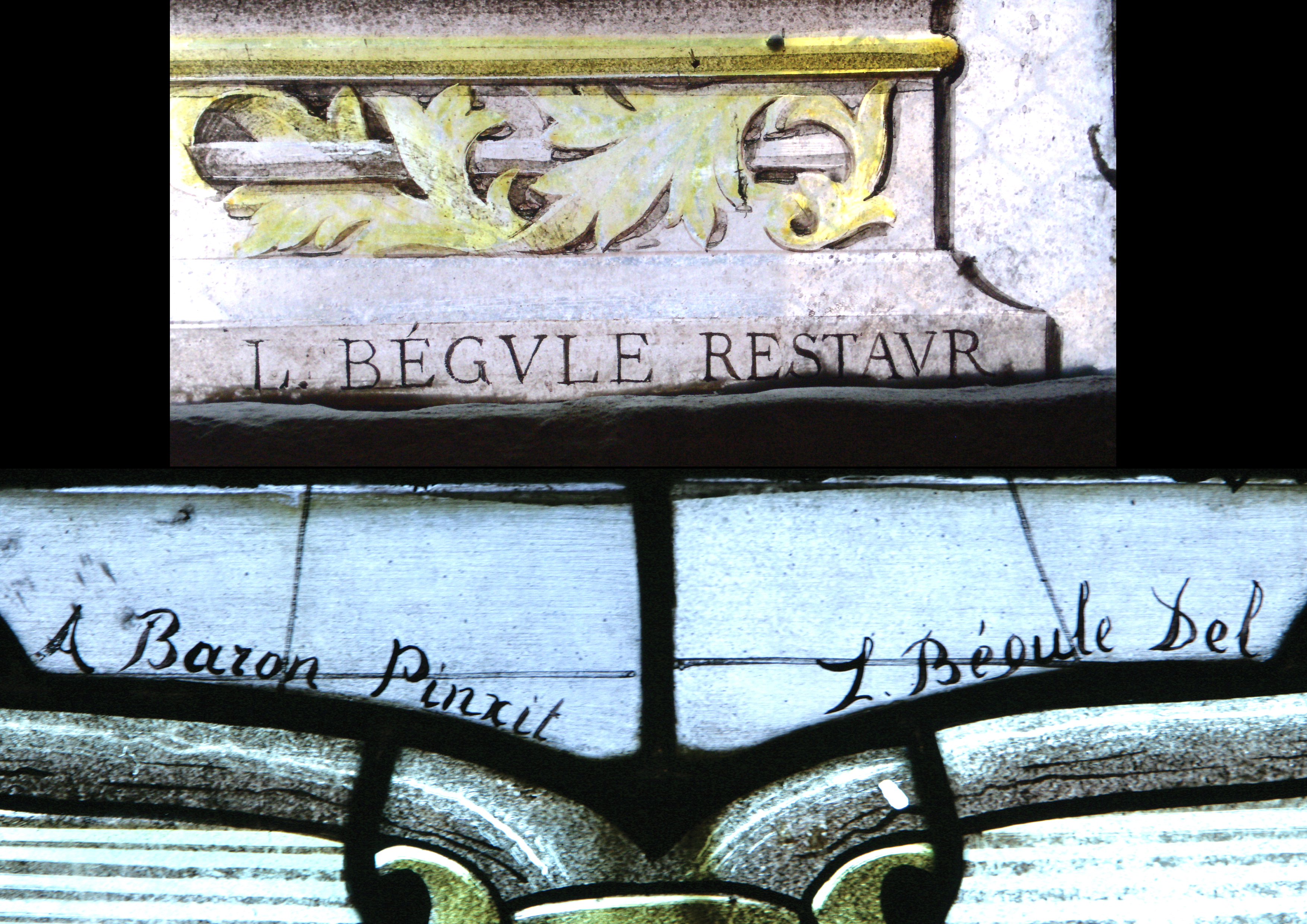
peintre de la maquette à Saint-Bonnet le château
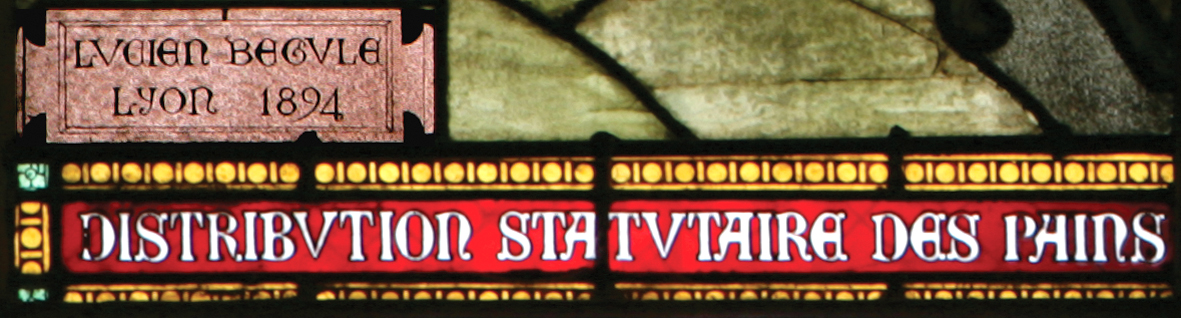
Signature en cartouche. Saint-Nizier de Lyon - 1894

### Les dernières années de sa vie

Antiquité et Richesse d'Art dans le Département du Rhône - 1925

Aucune œuvre connue ne porte de date postérieure à 1905 si ce n’est les vitraux de style cistercien destinés à l’abbaye de Fontenay en 1911 (simple vitrerie à bornes). La loi de Séparation de 1905 met un terme définitif à la production des ateliers.
Le début du XXe siècle est, pour Lucien Bégule, le temps d'une forte implication comme archéologue, notamment au sein de la Société française d'archéologie. Ainsi il publie de nombreuses monographies traitant d'ouvrages religieux, dont Les Incrustations décoratives des Cathédrales de Lyon et de Vienne en 1905 et L'Abbaye de Fontenay et l'architecture cistercienne en 1912. En janvier 1925, après deux années laborieuses, Lucien Bégule publie Antiquité et Richesse d'Art dans le Département du Rhône puis en 1929 La Cathédrale de Sens et enfin quatre ans avant son décès L'Architecture religieuse à notre époque. Notes et souvenirs.
En 1924, il accède au poste de conservateur des antiquités et objets d'art du département du Rhône et inspecteur divisionnaire de la Société française d'archéologie, dont il devient inspecteur général en 1929. En 1928, il est fait chevalier de la Légion d'honneur. Il meurt à Lyon le 2 février 1935.

## Analyse d'un artiste pluridisciplinaire
Lucien Bégule est un artiste pluridisciplinaire. Il exerce tour à tour les métiers de maître-verrier, écrivain, historien, collectionneur, photographe et archéologue. Il passe d'une activité à une autre au gré des événements rythmant sa vie. En tant que peintre sur verre, il est particulièrement actif autour des années 1880 et 1890. Ensuite, lorsque le marché du vitrail connaît la crise, il devient un écrivain prolifique avec des ouvrages traitant de l'architecture religieuse, notamment Les Vitraux du Moyen Âge et de la Renaissance dans la région lyonnaise [...] et Antiquités et Richesses d’art dans le département du Rhône, véritables références dans le domaine,.
Son goût pour la nouveauté fait sa force, l'attrait pour la recherche et une grande curiosité dans le domaine artistique, pour l'architecture, pour la peinture, pour la sculpture, pour l'orfèvrerie autant que pour le vitrail ou la photographie. La photographie, dont il est un adepte rigoureux et perfectionniste, lui apparaît vite non seulement comme un mode d’expression artistique intéressant mais aussi comme un moyen de travailler et d’inventorier plus rapidement et avec plus d’efficacité. Cet intérêt pour les techniques modernes lui a permis de constituer un fonds archéologique important tant au niveau quantitatif que qualitatif.
À ces qualités, la personnalité de Lucien Bégule en adjoint une autre : le sens du commerce, de l’entregent, du relationnel. Ses ateliers fonctionnent parce qu’il sait solliciter des entrevues, nouer des relations et cultiver des amitiés. Son carnet d’adresses fourmille de noms qui comptent, de politiques, d’érudits, d’ecclésiastiques de haut rang — il fait bénir ses ateliers le 1er avril 1882 lors de leur ouverture par le cardinal Caverot archevêque de Lyon — d’artistes renommés ou de grands bourgeois lyonnais — Édouard Aynard, Henri Baboin, Joseph Gillet — qui savent, le moment venu, lui procurer des commandes et le propulser sur le devant de la scène artistique lyonnaise. Il obtient notamment des critiques positives dans la presse ecclésiastique.

## L'œuvre de Lucien Bégule

### Expositions
Lucien Bégule a participé à plusieurs expositions importantes :
- VIIIe exposition de l'Union centrale des arts décoratifs de Paris de 1884
- Exposition universelle de Paris de 1889 : il obtient une médaille d'argent avec le vitrail Saint-Georges[33]
- Exposition universelle de 1900 : il obtient une médaille d'or avec le vitrail Louise Labbé[42]

### Liste des vitraux par les ateliers Bégule
Ici se trouve la liste des vitraux civils et religieux ayant eu un impact dans son œuvre :
- 1882, Lyon (Rhône), chapelle de Fourvière : Le Vœu des échevins[2]. L'un des premiers vitraux des ateliers Bégule. Ce vitrail marque le début de la reconnaissance du savoir-faire des ateliers de Choulans ;
- 1882, église du Bon-Pasteur. Ensemble complet dans le style du XIIe siècle. Médaillons inspirés par Chartres, Bourges, etc. ;
- 1886, Primatiale Saint-Jean de Lyon. Vitrail des fonts baptismaux dans le style de la Renaissance. L'admiration qu'avait Lucien Bégule envers SA Cathédrale le détermina à l'offrir au cardinal archevêque Caverot. Lors des bombardements de 1944 la majorité du vitrail fut détruite. La partie haute subsiste ;
- 1889, Lyon (Rhône), musée des beaux-arts de Lyon : Saint-Georges combattant le dragon[2]. Fruit de la collaboration de Grasset et Bégule, ce vitrail représentant saint Georges a la particularité de ne pas avoir été créé à la suite d'une commande. Présenté à l'exposition universelle de 1889, le vitrail est récompensé d'une médaille d'argent. Malgré son thème religieux, ce vitrail exécuté sans commanditaire est considéré par Lucien Bégule comme un vitrail civil[33] ;
- 1889-1904, Lyon (Rhône), église de la Rédemption 23 baies dont[43] :
  - 1889 : vitrail du Sacré-Cœur,
  - 1896 : vitrail de Jeanne d'Arc,
  - 1900 : vitrail du Jugement dernier,
  - 1900 : vitrail des Morts ;
- 1890, vitraux de l'hospice de la Charité ; ensemble de dix verrières et une rosace dessiné par Charles Lebayle ; lors de la destruction des hospices en 1935, seuls cinq furent préservés puis furent détruits à leur tour lors des bombardements de 1944 à Lyon ; les seules traces de ces vitraux sont leurs photographies autochromes ;
- 1892, Hyères Giens (Var) : vitraux de la chapelle de l'hôpital renée Sabran[44] ; Les 4 verrières du chœur représentent des membres de la famille Sabran dont Renée accompagnée d'un ange tenant un phylactère et de deux anges tenant un livre.
- 1895, Lyon (Rhône), préfecture du Rhône : vitrail du Lyonnais et du Beaujolais ; c'est une verrière réalisée d'après une esquisse de Charles Lebayle pour la nouvelle préfecture du Rhône, le vitrail met en scène figures allégoriques des départements rhodaniens : la soie et la vigne[45] ;
- 1895, château privé sur le thème de la légende de Saint Hubert ; ensemble complet de toute la demeure ;
- 1898, Lyon (Rhône), immeuble du 23, cours de la Liberté : vitrail du 23, Cours de la Liberté ; cet autre vitrail civil orne la porte d'accès intérieure de l'immeuble, de par ses propriétés lumineuses et son style décoratif, il est représentatif de l'évolution artistique des ateliers[46] ;
- 1899, Lyon (Rhône), musées Gadagne : Louise Labbé[42] ; inspiré par un vitrail de Félix Gaudin d'après une esquisse de Grasset, ce vitrail représentant la poétesse Louise Labbé comporte des influences décoratives de type Art nouveau ; une nouvelle fois, Lucien Bégule se rend à l'exposition universelle de Paris en 1900, le vitrail est alors distingué d'une médaille d'or ; acquis par les musées Gadagne en 2000, Louise Labbé est considérée aujourd'hui comme la pièce majeure de l'œuvre de Lucien Bégule[36] ;
- 1901, Lyon (Rhône) église Saint-Irénée[47] :
  - 1901 : série de huit vitraux sur les martyrs de Lyon : Saint-Pothin, Saint-Irénée, Sainte-Blandine, etc ;
- 1905, villa privée dans le Beaujolais ; ensemble complet de toute la demeure.

Galerie de vitraux de Lucien Begule sur Commons

Vitraux civils
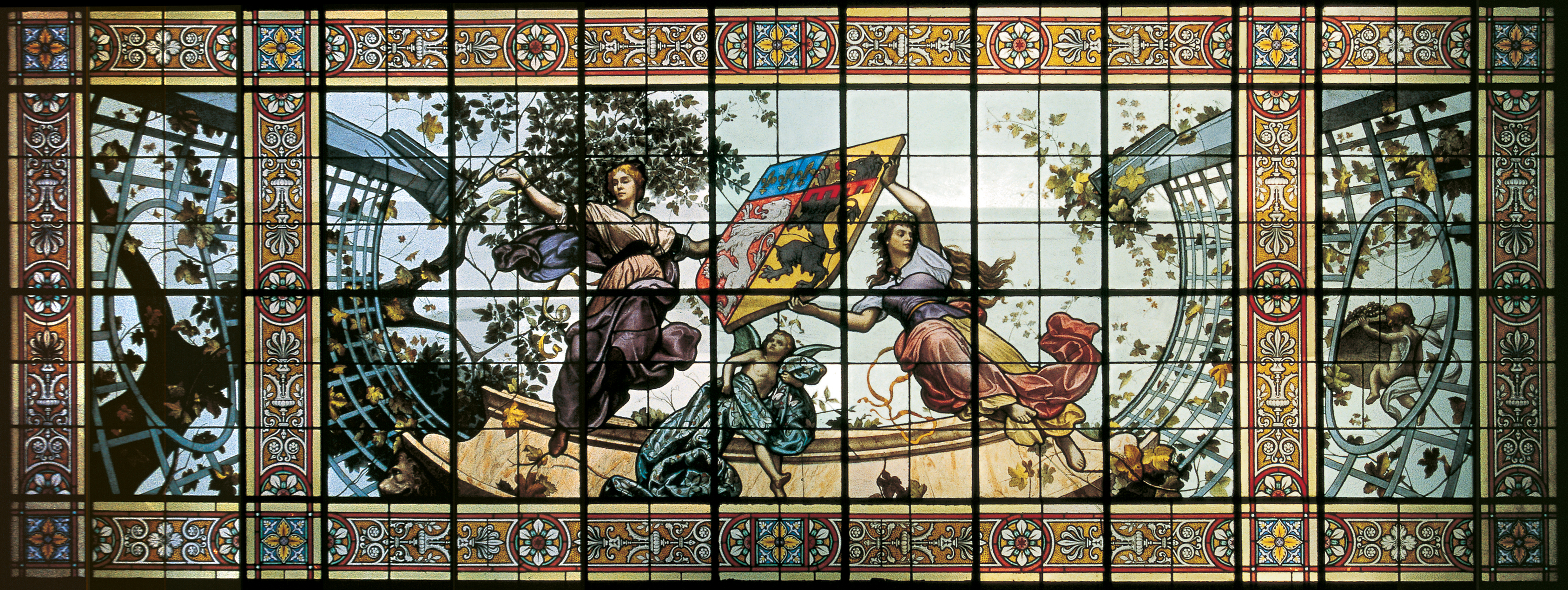
Plafond de la salle des délibérations, préfecture du Rhône - 1895
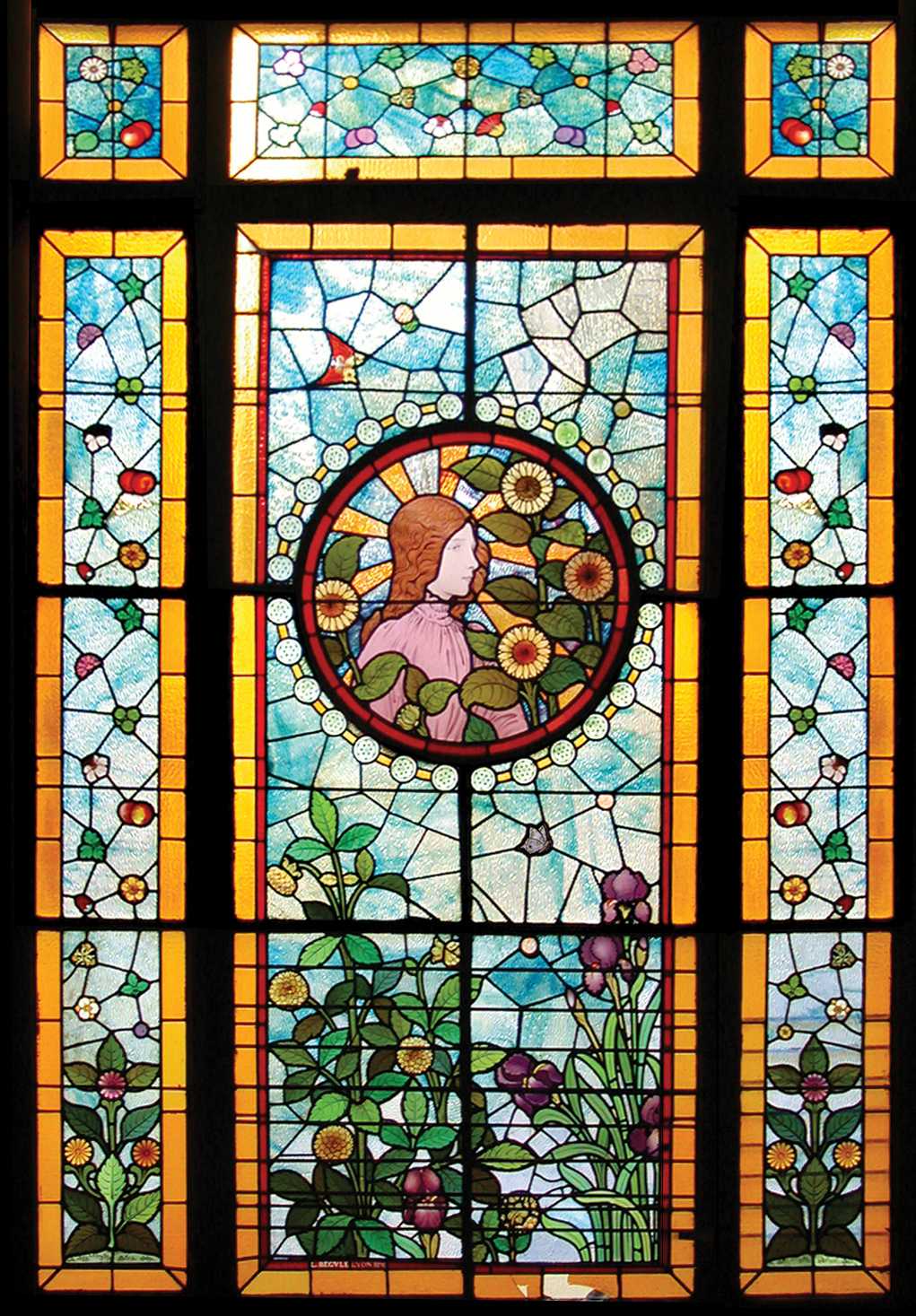
Vitrail au 23, cours de la Liberté - 1898

Chapelle de Fourvière et église Saint-Irénée
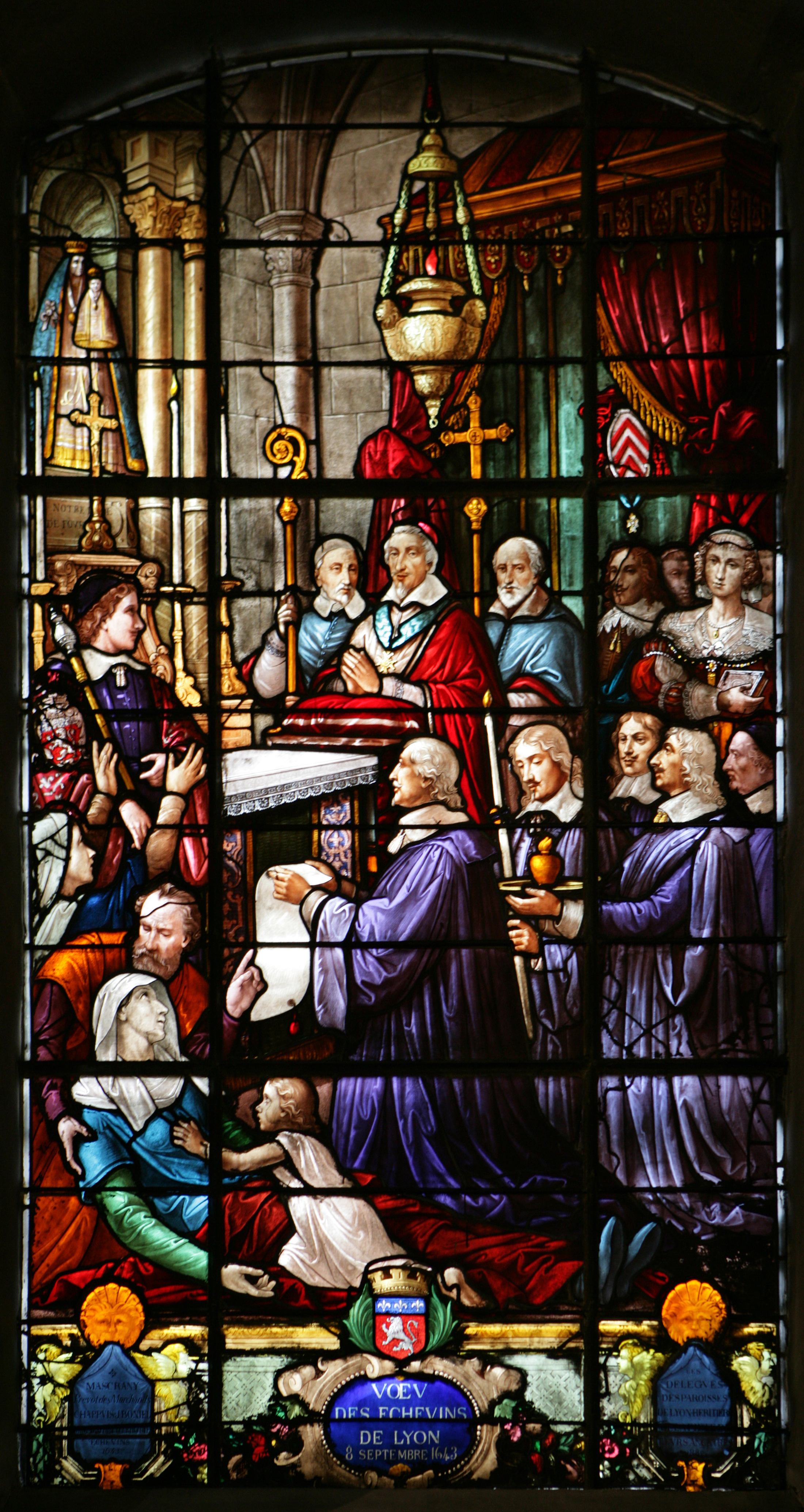
Le Vœu des échevins, chapelle de Fourvière - 1882
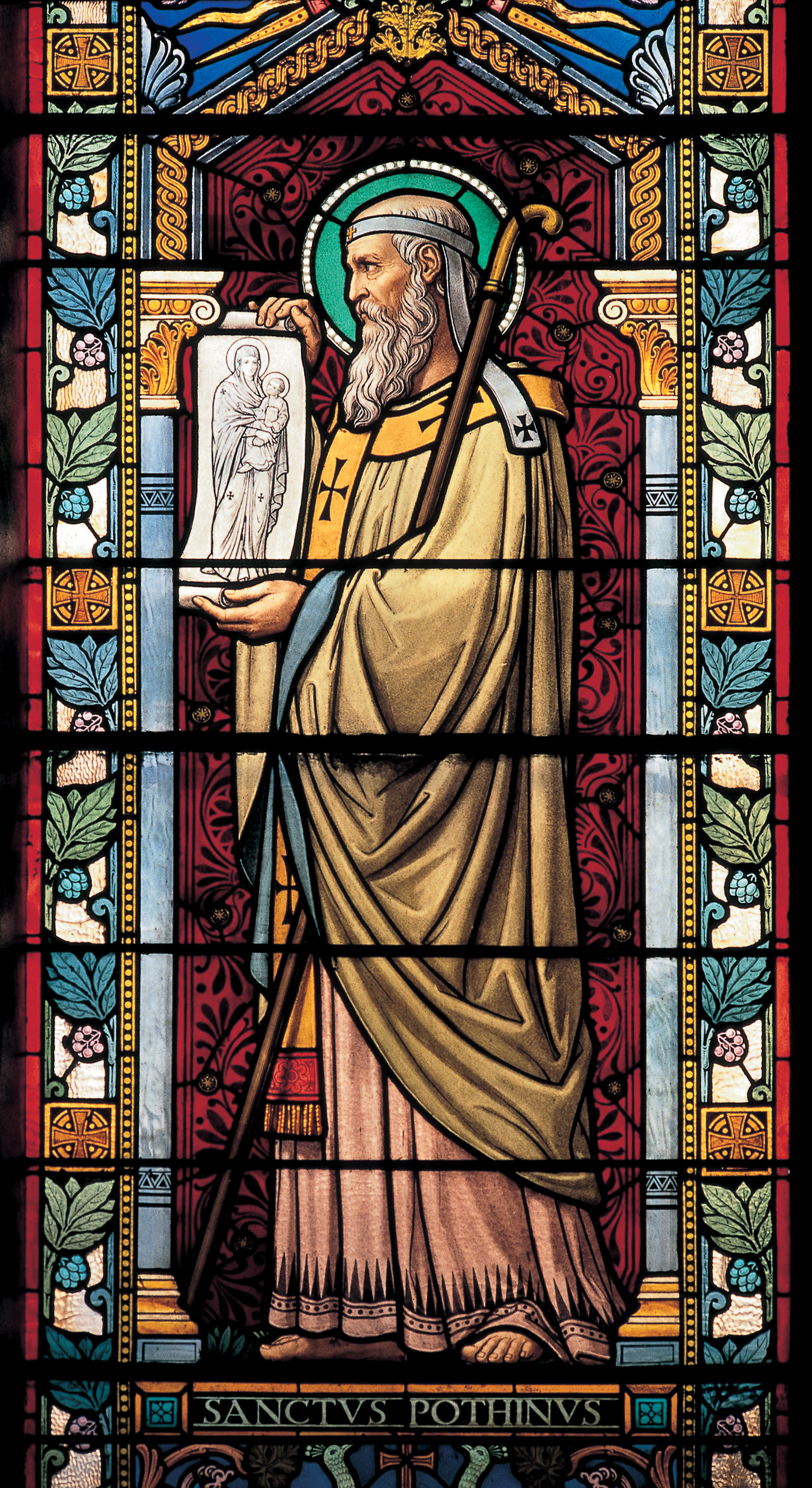
Vitrail Saint-Pothin, église Saint-Irénée - 1901
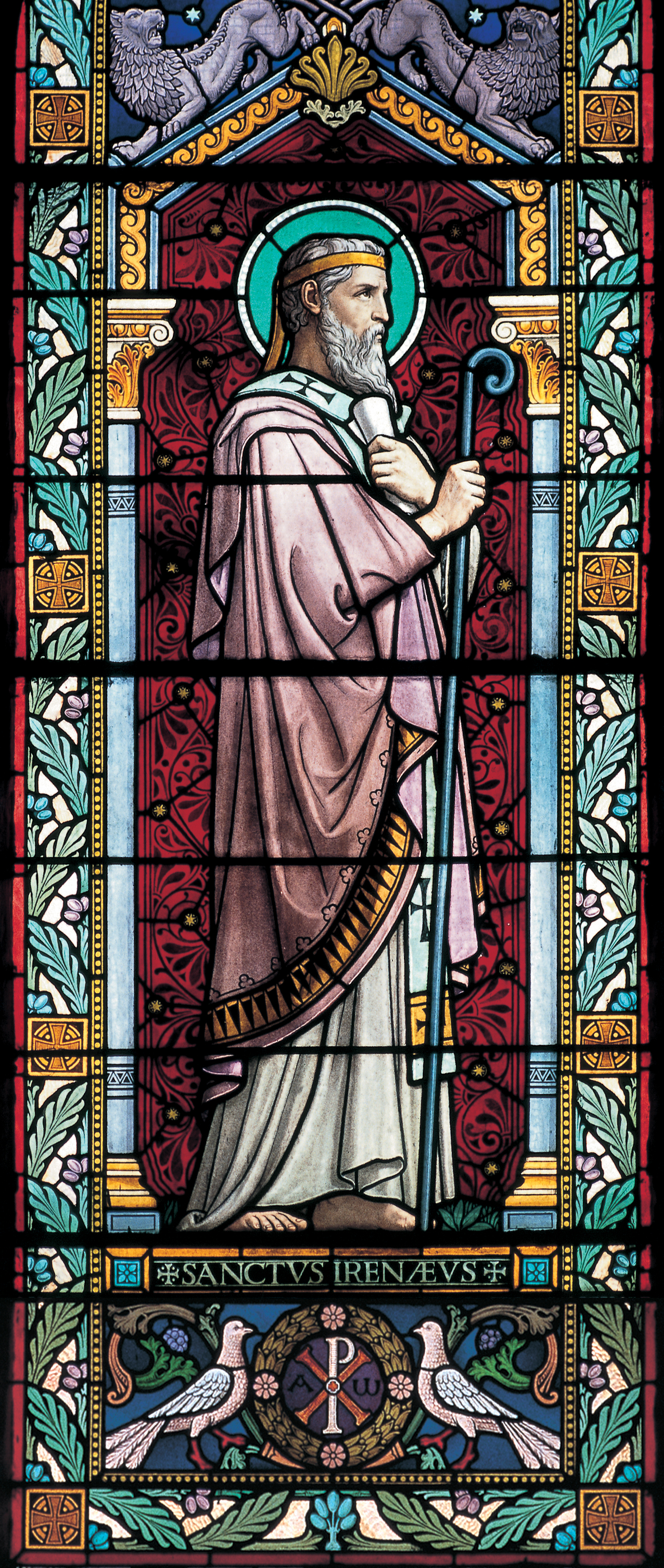
Vitrail Saint Irénée, église Saint-Irénée - 1901
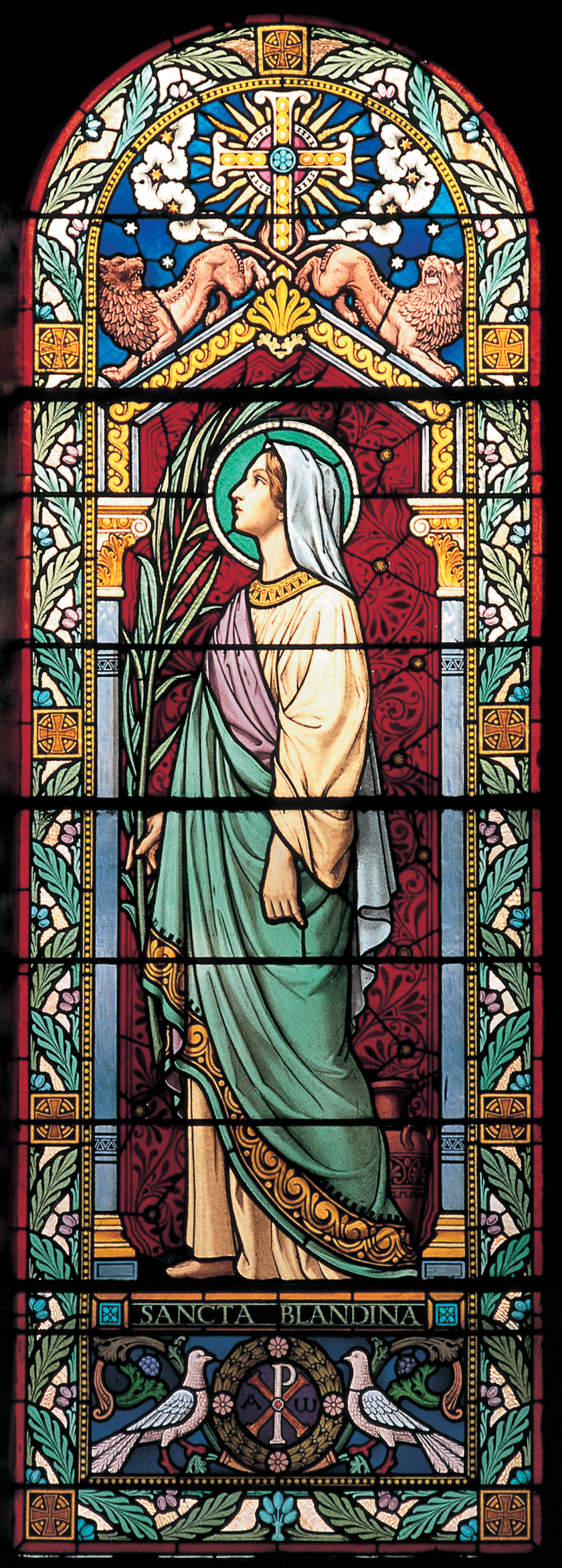
Vitrail Sainte-Blandine, église Saint-Irénée - 1901

Église de la Rédemption
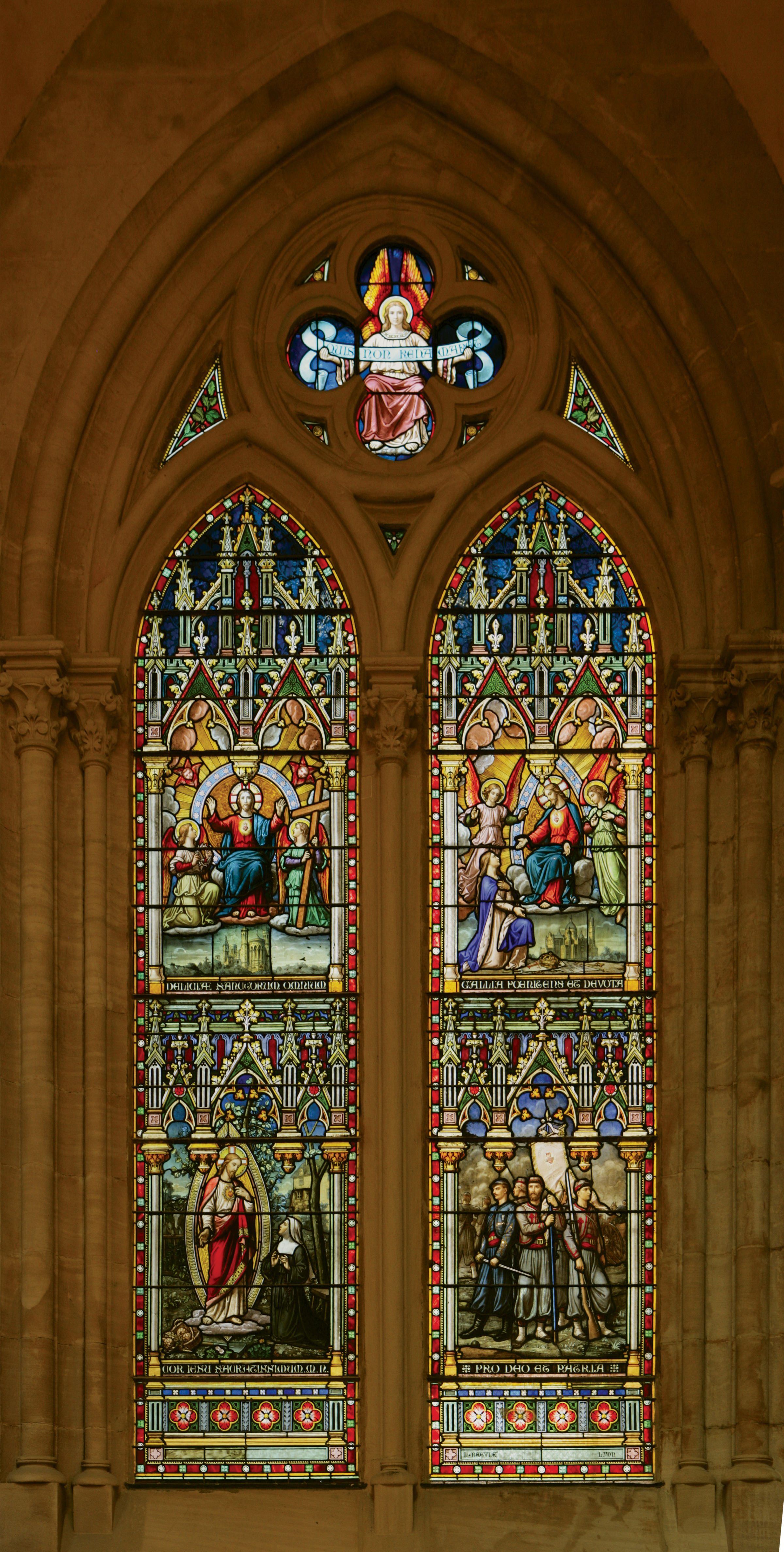
Vitrail du Sacré-Cœur, église de la Rédemption - 1889
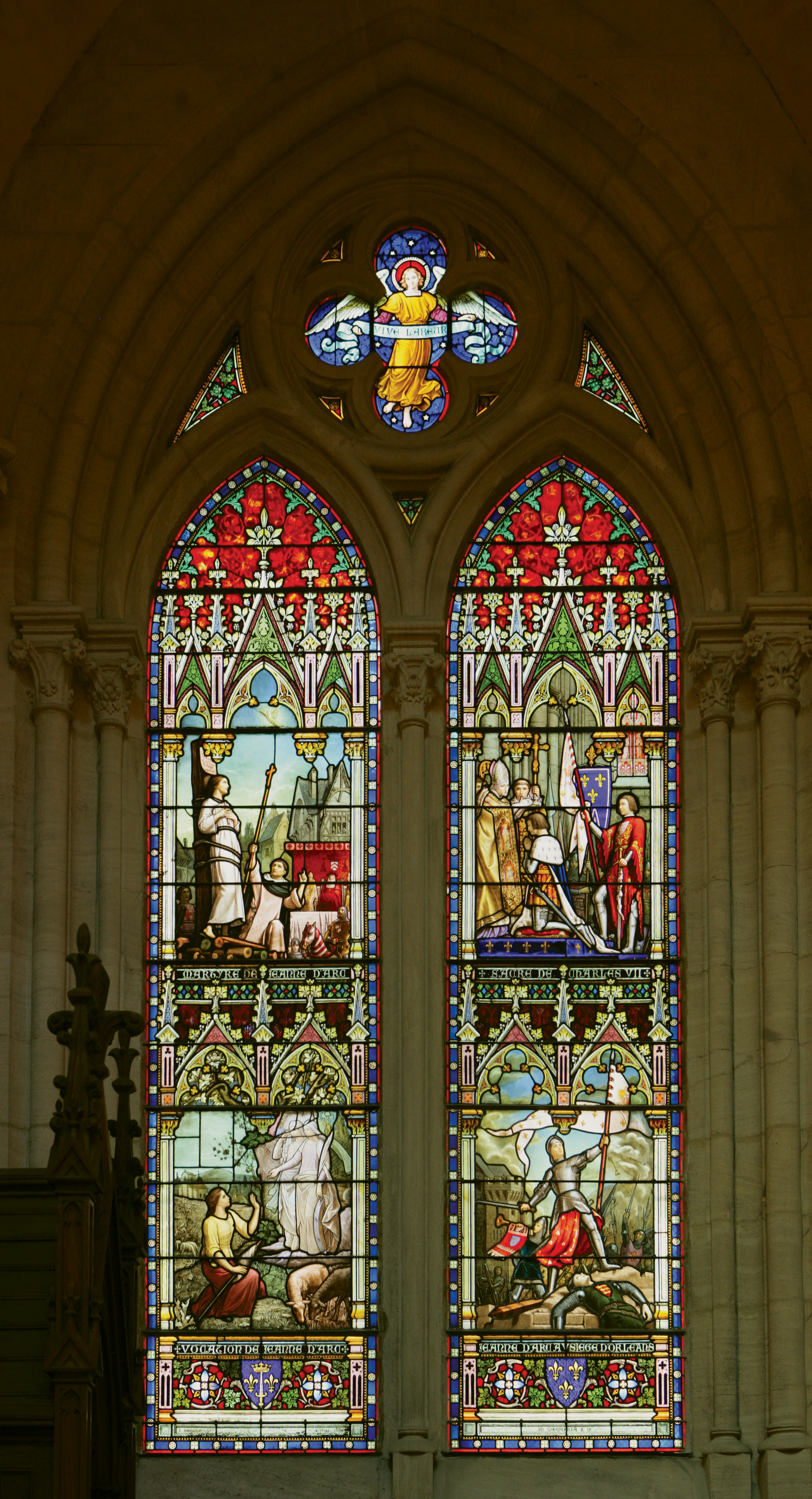
Vitrail de Jeanne d'Arc, église de la Rédemption - 1896
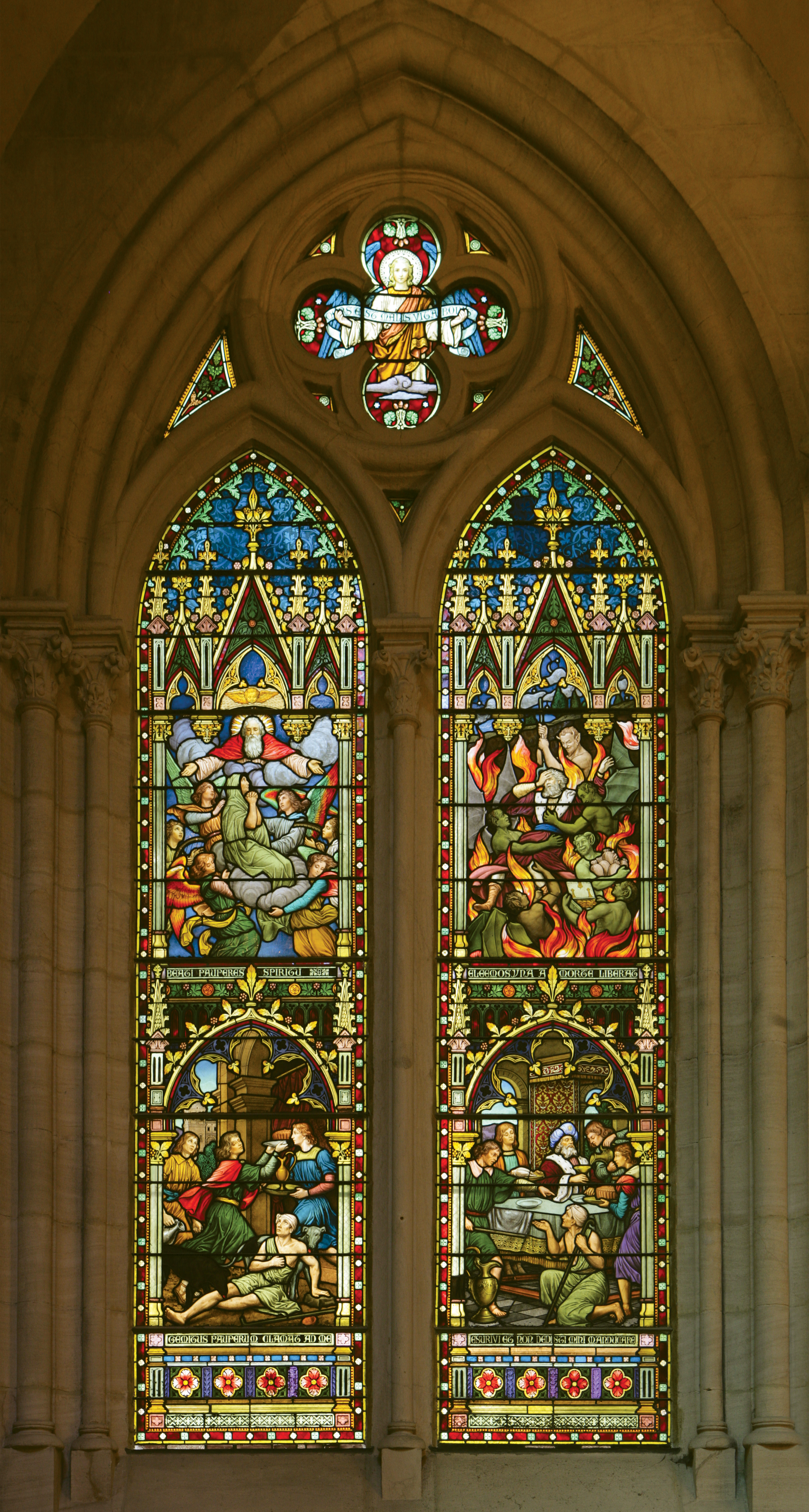
Vitrail du Jugement dernier, église de la Rédemption - 1900

### Liste des ouvrages écrits par Lucien Bégule

Monographie de la cathédrale de Lyon par Lucien Bégule, 1880.

Ouvrages d'architecture et d'archéologie écrits par Lucien Bégule. Beaucoup de ces ouvrages ont été réédités par la suite :
- 1879 : Les Peintures murales de Saint Bonnet le Château
- 1880 : Monographie de la cathédrale de Lyon Cette monographie a fait l'objet de plusieurs rééditions, dont celle de Henri Laurens en 1913, dans la collection "Petites monographies des grands édifices de la France".
- 1900 : Le Vitrail, un atelier lyonnais de 1880 à 1900 (lire en ligne)
- 1900 : Fontaine d'ablutions de Carcassonne et Perpignan
- 1902 : L'Œuvre de Charles Dufraine, statuaire lyonnais
- 1903 : Un orfèvre lyonnais, T.-J. Armand-Calliat et son œuvre, 1822-1901
- 1904 : Peinture sur verre, vitraux d'appartement, Lyon
- 1905 : Les Incrustations décoratives des cathédrales de Lyon et de Vienne (lire en ligne)
- 1907 : L'Abbaye d'Ambronay. Son église, ses vitraux, son cloître
- 1908 : Le Mont-Cassin et ses travaux d'art
- 1909 : La chapelle de Kermaria Nisquit et sa danse des morts[49]
- 1911 : Un vitrail profane du XVe siècle
- 1911 : Les Vitraux du Moyen Âge et de la renaissance dans la région Lyonnaise et spécialement dans l'ancien diocèse de Lyon (lire en ligne)
- 1912 : L'Abbaye de Fontenay et l'architecture cistercienne (lire en ligne)
- 1914 : L'Église Saint-Maurice, ancienne cathédrale de Vienne en Dauphiné
- 1918 : Les peintures murales des chapelles Saint-Sébastien et Saint-Antoine à Lanslevillard et Bessans (Maurienne)
- 1925 : Antiquité et Richesse d'Art dans le département du Rhône
- 1929 : La Cathédrale de Sens
- 1931 : L'Architecture religieuse à notre époque. Notes et souvenirs

#### Congrès archéologiques de France
- « Visite de l'église Saint-Maurice, le 5 septembre 1879 », dans Congrès archéologique de France. 46e session. Vienne. 1879, Société française d'archéologie, Paris, 1880, p. 303-313 (lire en ligne)
- « Les peintures murales de Saint-Bonnet-le-Château (XVe siècle) », dans Congrès archéologique de France. 52e session. Montbrison. 1885, Société française d'archéologie, Paris, 1886, p. 398-412 (lire en ligne)
- « Fontaine des ablutions conservée à l'hôtel de ville de Carcassonne », dans Congrès archéologique de France. 73e session. Carcassonne et Perpignan. 1906, Société française d'archéologie, Paris, 1907, p. 310-316 (lire en ligne)
- « Chapiteau à incrustations et chef-d'œuvre de vitrerie au musée de Reims », dans Congrès archéologique de France. 78e session. Reims. 1911, Société française d'archéologie, Paris, 1912, p. 146-150 (lire en ligne)
- « Ambierle », dans Congrès archéologique de France. 80e session. Moulins et Nevers. 1913, Société française d'archéologie, Paris, 1916, p. 233-241 (lire en ligne)